# Constantin Ier (roi des Hellènes)
Vous lisez un « article de qualité » labellisé en 2009.  Il fait partie d'un « thème de qualité ».
Pour les articles homonymes, voir Constantin Ier et Constantin de Grèce.
Constantin Ier de Grèce (en grec moderne : Κωνσταντίνος Αʹ της Ελλάδας / Konstantínos I tis Elládas) ou, parfois, Constantin XII, est né le 2 août 1868, à Athènes, en Grèce, et mort le 11 janvier 1923, à Palerme, en Italie. Appartenant à la maison de Glücksbourg, il est le troisième souverain de la Grèce moderne et règne de 1913 à 1917, puis de 1920 à 1922, avec le titre de roi des Hellènes.
Premier héritier du trône né en Grèce, Constantin suit, très jeune, une formation militaire, dans son pays puis en Allemagne, ce qui le conduit à exercer d'importantes fonctions dans l'armée hellène. En 1897, il est ainsi commandant en chef lors de la première guerre gréco-turque et c’est largement à lui que l’opinion publique hellène impute la cuisante défaite nationale. Devenu très impopulaire au sein de l’armée, Constantin doit démissionner de ses fonctions à la suite du « coup de Goudi » de 1909 et quitter, durant quelque temps, la Grèce. Malgré tout, son exil est provisoire et le diadoque de Grèce retrouve ses fonctions de commandant en chef grâce au Premier ministre Elefthérios Venizélos, en 1911. Après avoir réorganisé l’armée, le prince héritier conduit, en 1912-1913, les forces de son pays lors des deux guerres balkaniques et participe à la conquête de Thessalonique, de la Macédoine et d’une partie de l’Épire. Tandis que le royaume hellène voit sa superficie et sa population doubler, le roi Georges Ier est assassiné, le 18 mars 1913, et Constantin lui succède alors sur le trône.
Pendant la Première Guerre mondiale, des tensions éclatent entre Constantin Ier et son Premier ministre Elefthérios Venizélos à propos de l’entrée de la Grèce dans le conflit aux côtés de la Triple-Entente. En 1915, le roi force donc Venizélos à démissionner de ses fonctions, ce qui déclenche le « Schisme national ». Finalement, Constantin Ier doit quitter le pouvoir en 1917, après que les forces alliées l’ont menacé de bombarder Athènes. Il laisse alors le trône à son deuxième fils, Alexandre Ier, et s’installe ensuite en Suisse avec son épouse et leurs autres enfants. Mais, après la mort inattendue du jeune roi, la défaite de Venizélos aux élections législatives de 1920 et un plébiscite rappellent Constantin au pouvoir. Cependant, l'échec militaire de la Grèce face à la Turquie en 1919-1922 conduit le souverain à abdiquer définitivement en 1922 et à partir en exil en Italie, où il meurt quelques mois plus tard. Son fils aîné, Georges II, lui succède alors brièvement avant de renoncer, à son tour, à la couronne.

## Famille
Constantin Ier est le fils aîné du roi Georges Ier de Grèce (1845-1913) et de son épouse la grande-duchesse Olga Constantinovna de Russie (1851-1926). Par son père, il est donc le petit-fils du roi Christian IX de Danemark (1818-1906), surnommé le « beau-père de l'Europe », tandis que, par sa mère, il descend du grand-duc Constantin Nikolaïevitch de Russie (1827-1892) et de sa femme la princesse Alexandra de Saxe-Altenbourg (1830-1911).
À travers la reine Olga, Constantin est également un lointain descendant de l'empereur byzantin Alexis III Ange (1195-1203) et de son épouse l'impératrice Euphrosyne Doukaina Kamatera (v. 1155-1211).
Le 27 octobre 1889, Constantin épouse, à Athènes, la princesse Sophie de Prusse (1870-1932), elle-même fille de l’empereur Frédéric III d’Allemagne (1831-1888) et de sa femme la princesse royale Victoria du Royaume-Uni (1840-1901). Par sa mère, Sophie est donc une petite-fille de la reine Victoria du Royaume-Uni (1819-1901), surnommée la « grand-mère de l'Europe ».
De l’union de Constantin et de Sophie naissent six enfants :
- Georges II de Grèce (1890-1947), roi des Hellènes, qui épouse la princesse Élisabeth de Roumanie (1894-1956) ;
- Alexandre Ier de Grèce (1893-1920), roi des Hellènes, qui épouse l’aristocrate[N 2] grecque Aspasía Mános (1896-1972) ;
- Hélène de Grèce (1896-1982), princesse de Grèce et de Danemark, qui s’unit au futur roi Carol II de Roumanie (1893-1953) ;
- Paul Ier de Grèce (1901-1964), roi des Hellènes, qui épouse la princesse Frederika de Hanovre (1917-1981) ;
- Irène de Grèce (1904-1974), princesse de Grèce et de Danemark, qui épouse le prince Aymon de Savoie-Aoste (1900-1948), roi de la Croatie des Oustachis sous le nom de Tomislav II ;
- Catherine de Grèce (1913-2007), princesse de Grèce et de Danemark, qui épouse le roturier britannique Richard Brandram (1911-1994).

## Biographie

### Jeunesse et éducation

#### Premières années

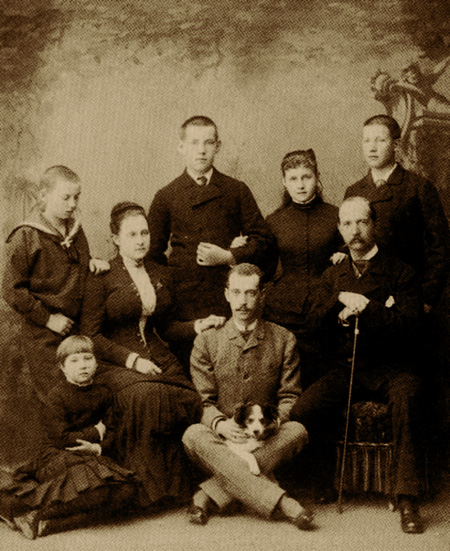
La famille royale grecque à la fin des années 1880, lors d'un voyage du grand-duc Paul Alexandrovitch à Athènes. Sur la photo, on peut voir, de gauche à droite, le prince Nicolas, la princesse Marie (assise par terre), la reine Olga, le diadoque Constantin (debout au milieu), le grand-duc Paul Alexandrovitch (avec un petit chien sur les genoux), la princesse Alexandra, le roi Georges Ier et le prince Georges.

Né dix mois seulement après le mariage de ses parents, le prince a la particularité d'être le premier membre de la famille royale à voir le jour en Grèce,. Lors de son baptême, le 3 septembre 1868, il reçoit le prénom de Constantin en hommage à son grand-père maternel, le grand-duc Constantin Nikolaïevitch de Russie, mais également en référence aux empereurs qui ont gouverné Byzance au Moyen Âge. C'est cependant sous le surnom de « Tino » que le prince est connu tout au long de sa vie dans sa famille. Malgré la joie qui accompagne le baptême de l'enfant, la cérémonie est aussi l'occasion d'une polémique entre le Parlement et la Couronne. Georges Ier a en effet décidé de profiter de l'événement pour conférer à son fils le titre de « duc de Sparte », ce qu'une partie des députés juge incompatible avec la constitution. Après de longs débats, l'attribution du titre est finalement approuvée par les parlementaires le 29 septembre 1868,.
Conformément aux aspirations des Grecs, Constantin et ses frères et sœurs sont élevés dans la religion orthodoxe, qui n'est pas celle de leur père, demeuré luthérien après son élection au trône. Le prince passe une enfance heureuse, entre le palais royal de la place Sýntagma, à Athènes, et celui de Tatoï, au pied du mont Parnès. Pour Constantin et ses frères et sœurs, le roi Georges Ier et la reine Olga se révèlent des parents attentionnés et le roi accompagne souvent ses enfants dans leurs jeux. Avec ses parents et ses nurses, Constantin parle anglais mais c'est le grec qu'il utilise en classe et avec ses cadets. Le roi Georges Ier insiste en effet pour que ses enfants maîtrisent parfaitement la langue de leur peuple. Il a ainsi coutume de répéter à sa progéniture : « N'oubliez jamais que vous êtes des étrangers parmi les Grecs, et faites en sorte qu'ils ne s'en souviennent jamais ».
La famille royale apprécie l'archéologie et Constantin accompagne régulièrement son père sur les champs de fouilles qui s'ouvrent sur l'Acropole, dans les années 1880. Adolescent, le prince reçoit d’ailleurs le titre honorifique de président de la Société grecque d’archéologie. Après le repas dominical, il n'est par ailleurs pas rare que le jeune Constantin et sa famille se rendent à Phalère, pour y marcher au bord de l'eau. Ils prennent alors l'omnibus à cheval qui passe devant le palais, sur la place Sýntagma, et dans lequel un compartiment leur est réservé. L'omnibus s'arrête, les trompettes du palais sonnent et la famille royale sort rapidement, afin de montrer ostensiblement son désir de ne pas faire attendre trop longtemps les autres passagers. Cette attitude rapproche les souverains de la population et fait beaucoup pour entretenir une popularité parfois vacillante.

#### Une éducation soignée

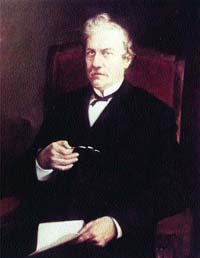
Konstantínos Paparrigópoulos, professeur d'histoire du diadoque Constantin et chantre de la Grande Idée.

À Athènes, la journée du jeune Constantin et de ses frères et sœurs commence à six heures par un bain froid. Après un premier petit déjeuner, ils suivent des cours de sept à neuf heures trente puis prennent un second petit-déjeuner, avec leur père et les parents de la famille royale éventuellement présents en Grèce. Les leçons reprennent ensuite de dix heures à midi, moment où les enfants se rendent dans les jardins du palais pour suivre des exercices d'éducation physique et de gymnastique. Le déjeuner se fait en famille, puis les enfants reprennent les cours de quatorze à seize heures. Enfin, à dix-neuf heures trente, ils vont se coucher. Constantin suit ce rythme jusqu'à l'âge de quatorze ans et est ensuite autorisé à dîner avec ses parents avant d'aller se coucher à vingt-deux heures précises.
L'éducation de Constantin et de ses frères est dirigée par trois tuteurs étrangers : le docteur Lüders, un Prussien, Monsieur Brissot, un Français, et Mister Dixon, un Anglais,. Avec eux, le prince renforce sa connaissance des langues étrangères et effectue les premiers rudiments de sa formation. Ce sont cependant les meilleurs universitaires hellènes de son temps qui complètent son éducation : Ioánnis Pandazídis lui enseigne la littérature grecque, Vasílios Lákon les mathématiques et la physique et Konstantínos Paparrigópoulos l’histoire, vue sous le prisme de la « Grande Idée » (c'est-à-dire le désir de réunir tous les Grecs dans un même État). Cependant, Constantin est avant tout destiné à exercer des fonctions de commandement militaire et il est très tôt enrôlé dans l'armée. À partir du 30 octobre 1882, le jeune garçon se rend ainsi deux fois par semaine à l’Académie militaire du Pirée, où il a le plaisir de côtoyer pour la première fois d'autres garçons de son âge. Le prince sert ensuite dans la 1re division d'infanterie.

#### Majorité officielle
En 1884, Constantin a seize ans et il est officiellement déclaré majeur. Conformément à la constitution, il est alors investi diadoque, c'est-à-dire héritier du trône. Bien qu'il ait toujours été considéré comme le successeur légitime de son père, c'est la première fois qu'il est ainsi distingué de ses frères cadets,. 
Malgré tout, Constantin reste largement écarté de la vie politique grecque et son père ne lui confie guère de fonction officielle à l'intérieur du royaume. Une fois ses études terminées, une loi établit certes qu'il doit exercer les fonctions de régent lorsque le roi se trouve à l'étranger, mais il est, le reste du temps, écarté des affaires de l'État. De fait, Georges Ier continue à traiter ses enfants comme s'ils étaient mineurs et n'a qu'une confiance limitée dans les capacités politiques de son fils aîné, ce qui a d'importantes conséquences au début du règne de celui-ci.

### Un mariage prussien

#### Séjour en Allemagne

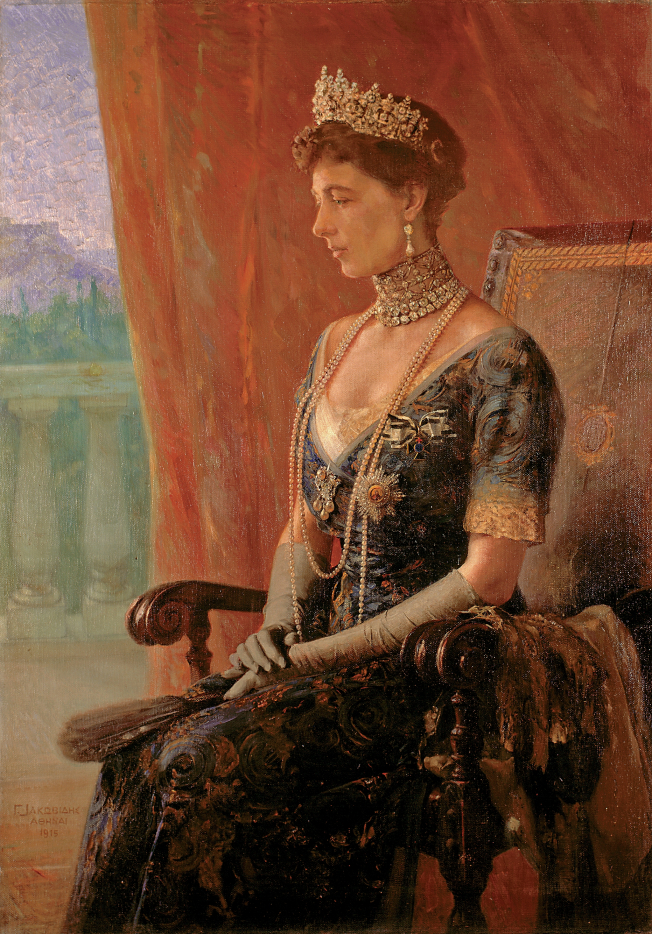
Sophie de Prusse représentée par Geórgios Iakovídis (1915).

Quelque temps après avoir été déclaré majeur, Constantin part, avec le Dr Lüders, compléter sa formation en Allemagne, où il passe deux années complètes. Il sert alors dans la Garde prussienne, prend des cours d'équitation à Hanovre puis étudie les sciences politiques dans les universités d’Heidelberg et de Leipzig. À Heidelberg, le diadoque vit dans une résidence où il partage une chambre avec son cousin germain, le duc de Clarence, et les deux jeunes gens deviennent très proches. Mais, contrairement au prince anglais qui se montre indolent et peu studieux, Constantin fait preuve d'application dans ses études et obtient en Allemagne des résultats scolaires corrects.
À la cour des Hohenzollern, à Berlin, le diadoque retrouve la princesse Sophie de Prusse, qu’il a déjà rencontrée quelques années auparavant à Marlborough House, chez son oncle le prince de Galles. Rapidement, les deux jeunes gens tombent amoureux et se fiancent officiellement le 3 septembre 1888. Cependant, leur relation est vue d’un mauvais œil par le frère aîné de Sophie, le Kronprinz puis Kaiser Guillaume, et l'épouse de celui-ci. Dans la famille royale de Grèce même, la relation des deux jeunes gens ne fait pas l'unanimité. La reine Olga montre ainsi sa réticence vis-à-vis du projet d'union : la princesse prussienne est en effet protestante et la reine aurait préféré voir l'héritier du trône épouser une orthodoxe. Malgré les difficultés, Constantin et Sophie se fiancent et leur mariage est programmé pour le mois d'octobre 1889, à Athènes.

#### Mariage et vie privée

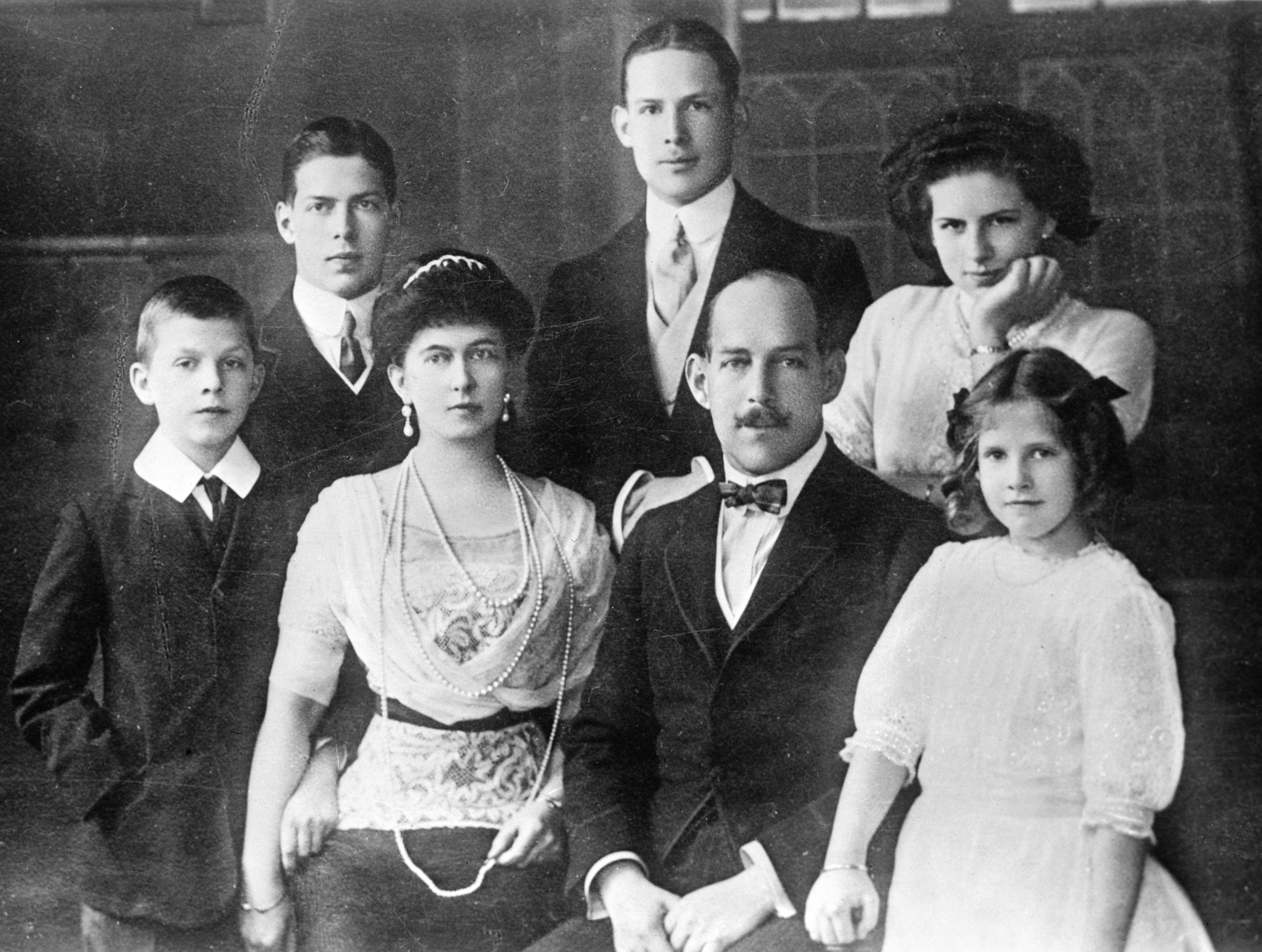
La famille royale de Grèce vers 1914. Au centre, apparaissent la reine Sophie et le roi Constantin Ier avec, autour d'eux, les futurs rois Paul Ier, Alexandre Ier et Georges II ainsi que les futures reines Hélène de Roumanie et Irène de Croatie.

Le 27 octobre 1889, Constantin et Sophie s'unissent à Athènes durant deux cérémonies religieuses, l'une publique et orthodoxe et l'autre privée et protestante. Le service luthérien se déroule à la chapelle privée du roi Georges Ier tandis que la cérémonie orthodoxe est célébrée dans la cathédrale de la ville. Les témoins de Constantin sont ses frères Georges et Nicolas ainsi que son cousin le tsarévitch de Russie ; ceux de Sophie sont son frère Henri et ses cousins Albert Victor et Georges de Galles. Le mariage est célébré avec faste et donne lieu à un important spectacle pyrotechnique sur l'Acropole et le Champ-de-Mars. Des plateformes sont érigées sur la place Sýntagma afin que le public puisse mieux admirer la procession entre le palais royal et la cathédrale. Les festivités réunissent à Athènes des représentants de toutes les maisons souveraines européennes et Guillaume II d'Allemagne, Christian IX de Danemark, et les futurs Édouard VII du Royaume-Uni et Nicolas II de Russie y sont les invités d'honneur. Mais les hôtes sont si nombreux dans la capitale hellène que le roi Georges Ier doit demander à certains membres de la haute société de lui prêter leurs palais afin de loger tout le monde.
À Athènes, Constantin et Sophie s’installent dans une petite villa de l'avenue Kifissías en attendant la construction, par l'État grec, du palais du diadoque. Ils se font également bâtir une autre demeure sur le domaine royal de Tatoï car Georges Ier refuse que des travaux d'aménagement soient entrepris dans le palais principal. Le couple princier mène une vie simple et très éloignée du protocole des autres cours européennes. Dans l'intimité, Constantin et Sophie communiquent en anglais et c'est essentiellement dans cette langue qu'ils élèvent les six enfants qu'ils ne tardent pas à mettre au monde (voir ci-dessus). Les relations du couple princier sont harmonieuses. Malgré tout, Constantin n'est pas toujours fidèle à son épouse : à partir de 1912, il noue ainsi une amitié amoureuse avec la comtesse Paola d’Ostheim, divorcée du prince Hermann de Saxe-Weimar-Eisenach, et tous deux entretiennent une correspondance étroite jusqu'à la mort de Constantin.
Chaque année, le diadoque et sa famille se rendent plusieurs semaines en Angleterre, où ils fréquentent les plages de Seaford et d'Eastbourne. L'été se passe à Friedrichshof, chez la mère de Sophie, l'impératrice douairière d'Allemagne, mais aussi à Corfou et à Venise, où la famille royale se rend à bord du yacht l’Amphitrite.

### Un héritier controversé

#### Scandale politique

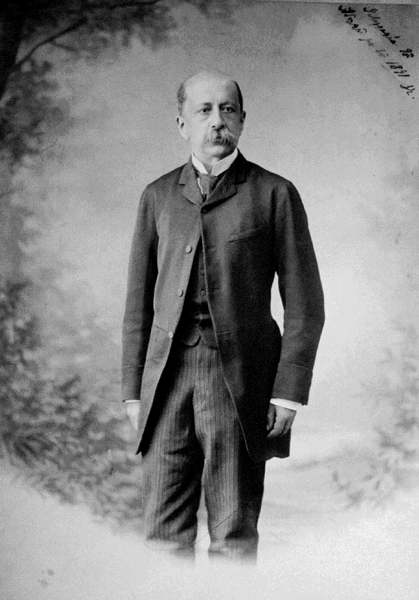
Le Premier ministre grec Charílaos Trikoúpis (1891).

En Grèce, les fonctions du diadoque sont essentiellement liées à l'Armée et le goût de Constantin pour les choses militaires le rend assez impopulaire. La classe politique le considère ainsi comme un officier arrogant, qui méprise les institutions du pays et fait œuvre de séducteur. Pourtant, en 1890, Constantin obtient le grade de major général et est nommé commandant du quartier général de l’armée hellène à Athènes.
En janvier 1895, le diadoque est à l’origine d'un scandale politique après qu’il a discuté avec des manifestants opposés à la politique fiscale du gouvernement et leur a conseillé de transmettre leurs revendications au ministère avant d’ordonner aux forces armées et à la gendarmerie athénienne de les disperser. Le Premier ministre Charílaos Trikoúpis demande alors au souverain de recommander à son fils d’éviter de telles interventions dans la vie politique du pays sans en informer auparavant le gouvernement. Mais Georges Ier lui répond que le diadoque n'a fait qu’accomplir ses devoirs militaires et que son attitude n’a pas eu de caractère politique. L’incident provoque un débat passionné au Parlement hellénique et Trikoúpis doit finalement démissionner. Aux élections suivantes, il est battu par ses adversaires et le nouveau Premier ministre, Theódoros Deligiánnis, met fin à la polémique pour réconcilier la famille royale et le gouvernement.

#### Les premiers Jeux olympiques modernes

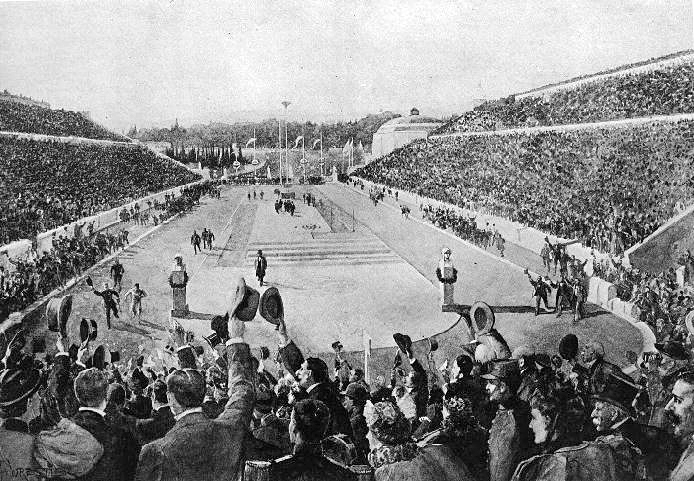
Spyrídon Loúis remporte l'épreuve de marathon aux côtés du diadoque Constantin et de son frère Georges.

Avec deux de ses frères, les princes Georges et Nicolas, Constantin participe activement à la préparation des premiers Jeux olympiques modernes et reçoit même la présidence du comité d’organisation. En 1895, l'héritier parvient ainsi à convaincre l’homme d’affaires et philanthrope grec Georges Averoff de financer la restauration du stade panathénaïque, destiné à accueillir les épreuves, l’année suivante.
Pendant les Jeux olympiques de 1896, le diadoque acquiert une forte popularité qui contraste avec les difficultés auxquelles il est confronté dès l’année suivante. Ainsi, lorsque le berger grec Spyrídon Loúis remporte l'épreuve de marathon, Constantin saute des gradins avec son frère Georges pour courir aux côtés du champion sur les derniers mètres tandis que le roi Georges Ier se lève de la tribune pour les applaudir et que les autres spectateurs les ovationnent.

#### Le désastre de 1897 et ses conséquences
En janvier 1897, la Crète se révolte une nouvelle fois contre le gouvernement ottoman et réclame son rattachement à la Grèce. À Athènes, les partisans de la « Grande Idée » demandent l’intervention du royaume hellène dans le conflit et, sous leur pression, le roi et son Premier ministre Theódoros Deligiánnis finissent par envoyer des renforts aux insurgés. Le prince Georges, frère du diadoque Constantin, est ainsi placé à la tête d’une flottille chargée d’empêcher la marine de la Sublime Porte d’intervenir contre les révoltés. Dans le même temps, 1 500 soldats grecs débarquent dans l’île. 

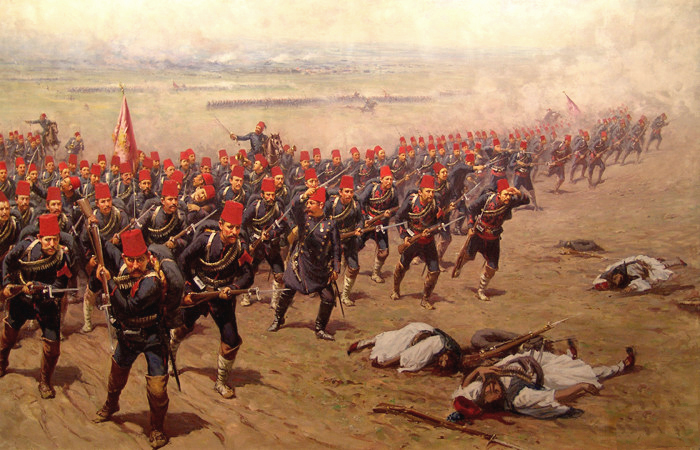
La victoire ottomane à Domokos, par Fausto Zonaro (1897).

Nommé commandant en chef de l’armée de Thessalie dès le 26 mars et envoyé à Vólos la même nuit, Constantin est chargé de pénétrer en territoire ottoman afin d’envahir la Macédoine. L’héritier du trône est cependant conscient du caractère irréaliste de la campagne. Ses troupes sont certes composées de nombreux volontaires mais elles manquent de matériel et d’entraînement. Quant à l’état-major, il ne possède pas de véritable plan de bataille. La tentative d'invasion est de ce fait un échec et les Grecs sont rapidement refoulés en Thessalie par les Turcs. Le quartier général grec, établi dans la ville de Larissa, est même occupé par les Ottomans. En fait, dès la fin du mois d'avril, la guerre est perdue pour les Grecs et les dernières batailles de mai ne font que confirmer la supériorité turque.
Malgré l’intervention des puissances étrangères en faveur d’Athènes lors des pourparlers de paix de décembre 1897, les conséquences de la défaite sont très graves pour le royaume hellène : il doit renoncer à ses ambitions territoriales en Crète et en Macédoine et ses frontières thessaliennes sont rectifiées en faveur de l'Empire ottoman. La Grèce doit en outre s’acquitter d’une indemnité de guerre de près de quatre millions de livres turques et cela à un moment où les finances publiques sont déjà au plus bas.
La famille royale elle-même ne sort pas indemne du conflit. Alors que le roi Georges Ier s’était montré réticent à faire entrer son pays dans la guerre, il est désormais jugé responsable du fiasco qui l’a suivie. Le diadoque Constantin est quant à lui considéré comme le principal responsable de la défaite et une partie de l'opinion publique demande qu'il soit jugé en cour martiale. Son épouse, la princesse Sophie de Prusse, est également critiquée à cause de l'attitude de son frère, le Kaiser Guillaume II, qui a ouvertement soutenu la Turquie pendant le conflit. Le couple quitte donc quelque temps la Grèce et s'installe en Allemagne, auprès de la mère de Sophie.

#### Le «coup de Goudi»
Après la guerre de 1897, le diadoque perd son statut de commandant en chef de l’armée. Cependant, une tentative d’assassinat organisée contre le roi Georges Ier en février 1898 rend à la famille royale une partie de sa popularité et le souverain profite de l’événement pour rétablir son fils dans ses fonctions militaires. Sous le gouvernement de Geórgios Theotókis, Constantin est également nommé à la tête de l'état-major hellène. Or, ces décisions font grincer bien des dents au sein de l’armée.

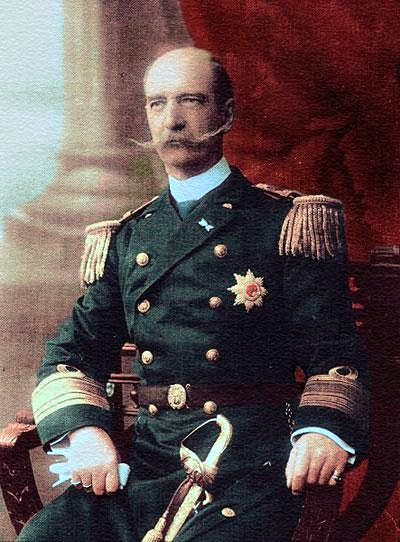
Le roi Georges Ier de Grèce, père de Constantin (v. 1910).

En 1908, le gouvernement de la Crète autonome proclame le rattachement de l’île au royaume hellène. Par peur des représailles turques, Athènes refuse de reconnaître l’annexion mais l’île est, de facto, détachée de l’Empire ottoman. En Grèce, cependant, la pusillanimité du roi et du gouvernement choque, et cela particulièrement chez les militaires. Le 15 août 1909, un groupe d’officiers, réunis dans la « Ligue militaire » (en grec : Στρατιωκικός Σύνδεσμος / Stratiotikos Syndesmos), organise un coup d'État : c’est le « coup de Goudi ». Bien que se déclarant monarchistes, les membres de la Ligue, dirigée par Nikólaos Zorbás, demandent, entre autres, au souverain de démettre ses fils de l’armée. Officiellement, il s'agit de protéger les princes des jalousies que pourraient faire naître leurs amitiés avec certains militaires. Mais la réalité est bien différente : les officiers continuent en effet à juger le diadoque responsable du traumatisme de 1897.
Dans le pays, la situation est si tendue que les fils de Georges Ier sont obligés de démissionner de leurs postes militaires afin d’épargner à leur père la honte de devoir les renvoyer. Le diadoque et les siens sont par ailleurs conduits à quitter la Grèce. La princesse Sophie et ses enfants s'installent alors, pour plusieurs mois, à Kronberg, en Allemagne. De son côté, Constantin préfère séjourner à Paris, où son attitude désinvolte soulève bien des critiques. 
En décembre 1909, le colonel Zorbás, chef de la Ligue militaire, fait pression sur le roi pour qu’il le nomme à la tête du gouvernement à la place du Premier ministre Kyriakoúlis Mavromichális. Georges Ier refuse mais le gouvernement doit engager des réformes qui vont dans le sens des militaires. L’état-major est réorganisé et les proches du diadoque, parmi lesquels Ioánnis Metaxás, sont écartés. Malgré ces réformes, une partie des membres de la Ligue militaire continue à s'opposer au gouvernement dans le but de prendre le pouvoir. Ceux-ci se rendent alors en Crète pour y rencontrer le chef du gouvernement de l’île, Elefthérios Venizélos, et lui proposer le poste de Premier ministre, à Athènes. De fait, lorsque le prince Georges de Grèce était haut-commissaire de la Crète autonome, entre 1905 et 1909, Venizélos s’est opposé farouchement à sa politique et le dirigeant crétois a ainsi acquis une forte aura anti-dynastique. Les officiers de la Ligue voient donc en lui un partenaire naturel et efficace contre le roi Georges Ier. Mais Venizélos ne souhaite pas apparaître en Grèce comme l’homme de l’armée et il convainc les militaires de pousser à l’organisation de nouvelles élections législatives. En mars 1910, le souverain hellène finit par convoquer des élections et Venizélos et ses partisans arrivent au pouvoir. Pour la famille royale, c'est un moment difficile.
Malgré tout, Venizélos ne cherche pas à affaiblir la dynastie des Glücksbourg. Pour bien montrer qu'il n'obéit pas à l'armée, le Premier ministre rend, dès 1911, sa fonction de chef d'état-major au diadoque,. Bientôt, sous la supervision de Constantin et de celle du Premier ministre, l’armée hellène est modernisée et équipée, avec le soutien d’officiers français et anglais. De nouveaux navires de guerre sont également commandés par la marine. Le but de cette modernisation est de rendre le pays prêt à une nouvelle guerre contre l'Empire ottoman.

### Première guerre balkanique

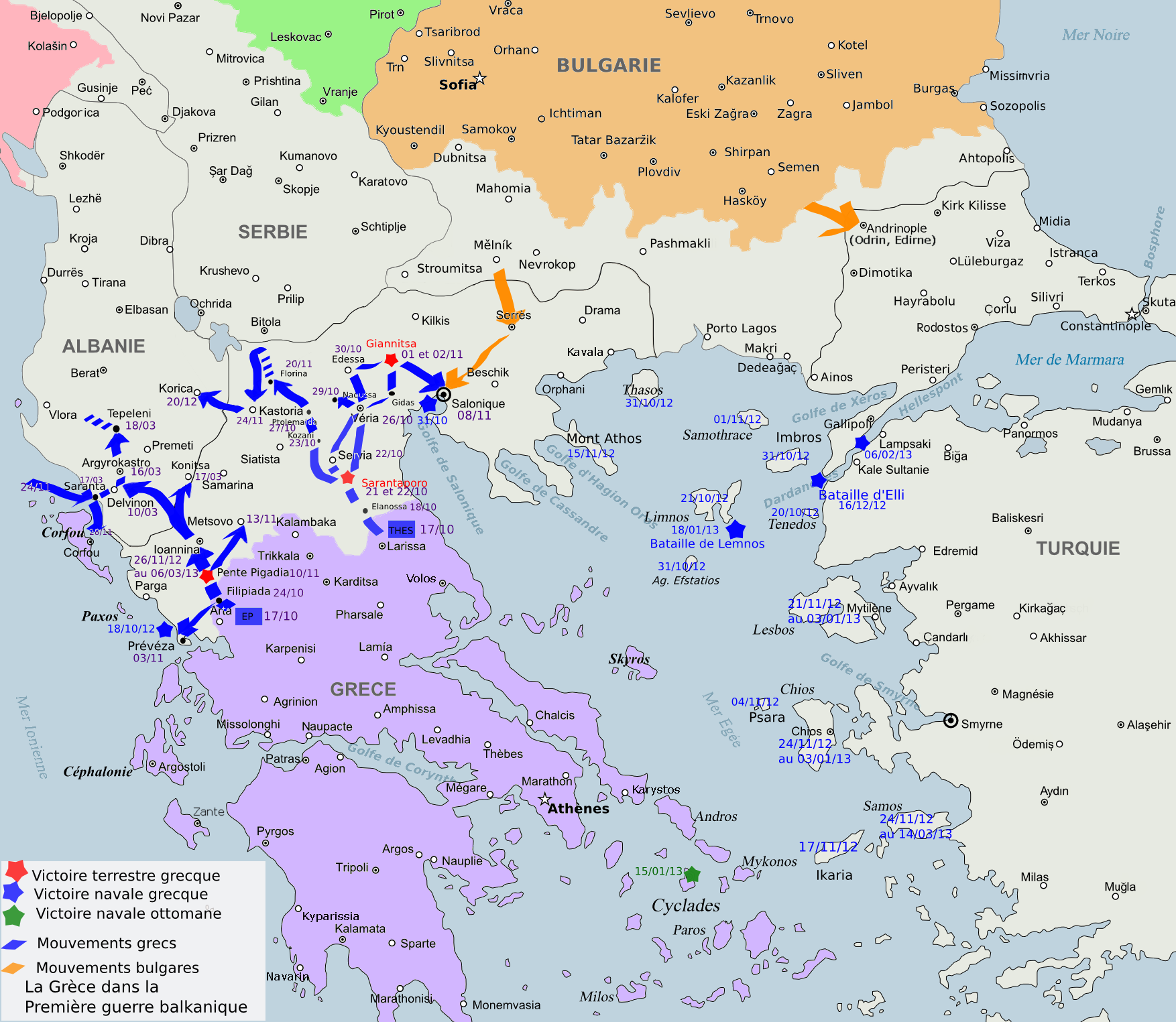
Les opérations grecques durant la première guerre balkanique.

Le 8 octobre 1912, le Monténégro déclare la guerre à l'Empire ottoman. Moins d’une dizaine de jours plus tard, la Serbie, la Bulgarie et la Grèce font de même : c’est le début de la première guerre balkanique.

#### Combats en Macédoine
Côté grec, le conflit se déroule sur deux fronts : au nord-est du pays, vers la Thessalie et la Macédoine, et au nord-ouest, vers l'Épire. Les troupes hellènes, composées de 120 000 hommes, sont donc divisées en deux armées et celle qui se dirige vers le nord-est est commandée par Constantin. Cette armée a pour objectif, ainsi que le gouvernement d'Elefthérios Venizélos, soutenu par le roi Georges Ier, l'a ordonné, d'atteindre la ville de Thessalonique avant les forces bulgares. Il s’agit là d’un objectif éminemment politique et symbolique, qui va contre le sentiment de l’état-major. De fait, le diadoque et ses hommes préfèreraient plutôt marcher sur Bitola, dans l’actuelle république de Macédoine. L’objectif serait alors d'abord militaire : Bitola étant la principale place forte turque de la région, sa conquête permettrait de vaincre totalement les troupes ottomanes et de prendre ainsi une revanche sur la défaite de 1897. Mais l'objectif est aussi nationaliste car la prise de Bitola donnerait le contrôle de la quasi-totalité de la Macédoine à la Grèce.
Après la victoire grecque à Sarantáporo le 22 octobre, les dissensions entre l'état-major et le gouvernement apparaissent au grand jour. Pour profiter du premier succès grec, Constantin redemande à marcher sur Bitola et son père doit user de toute son autorité pour lui faire accepter que les objectifs du conflit sont politiques et non militaires. Le diadoque tourne alors tout son ressentiment contre Venizélos, à qui il reproche de s’immiscer dans les affaires de l’armée. Malgré tout, Constantin obtempère, même s'il garde à l'esprit la possibilité de se retourner contre Bitola après avoir pris Thessalonique.

#### La conquête de Thessalonique
Après une vingtaine d'autres jours de combats gagnés, les troupes du diadoque arrivent aux portes de Thessalonique et encerclent la ville. Le commandant de la cité et de la IIIe armée turque, Hasan Tahsin Pacha, juge alors sa situation intenable. Il demande donc à ouvrir des pourparlers avec l'état-major grec et en ouvre également avec les représentants bulgares, dont l’armée approche à grands pas de la ville. Cependant, les Grecs font aux Turcs des conditions plus favorables et le commandant se rend au diadoque. Les troupes grecques, avec à leur tête Constantin et d'autres membres de la famille royale, entrent dans Thessalonique le 8 novembre, jour de la fête de son saint patron, saint Dimitrios,. L’événement donne lieu à des scènes de liesse populaire et les princes sont ovationnés par la foule. La reddition d’Hussein Tashin Pacha, qui remet symboliquement son épée à Constantin à l’intérieur même du palais des gouverneurs, est l’un des moments forts de cette journée.

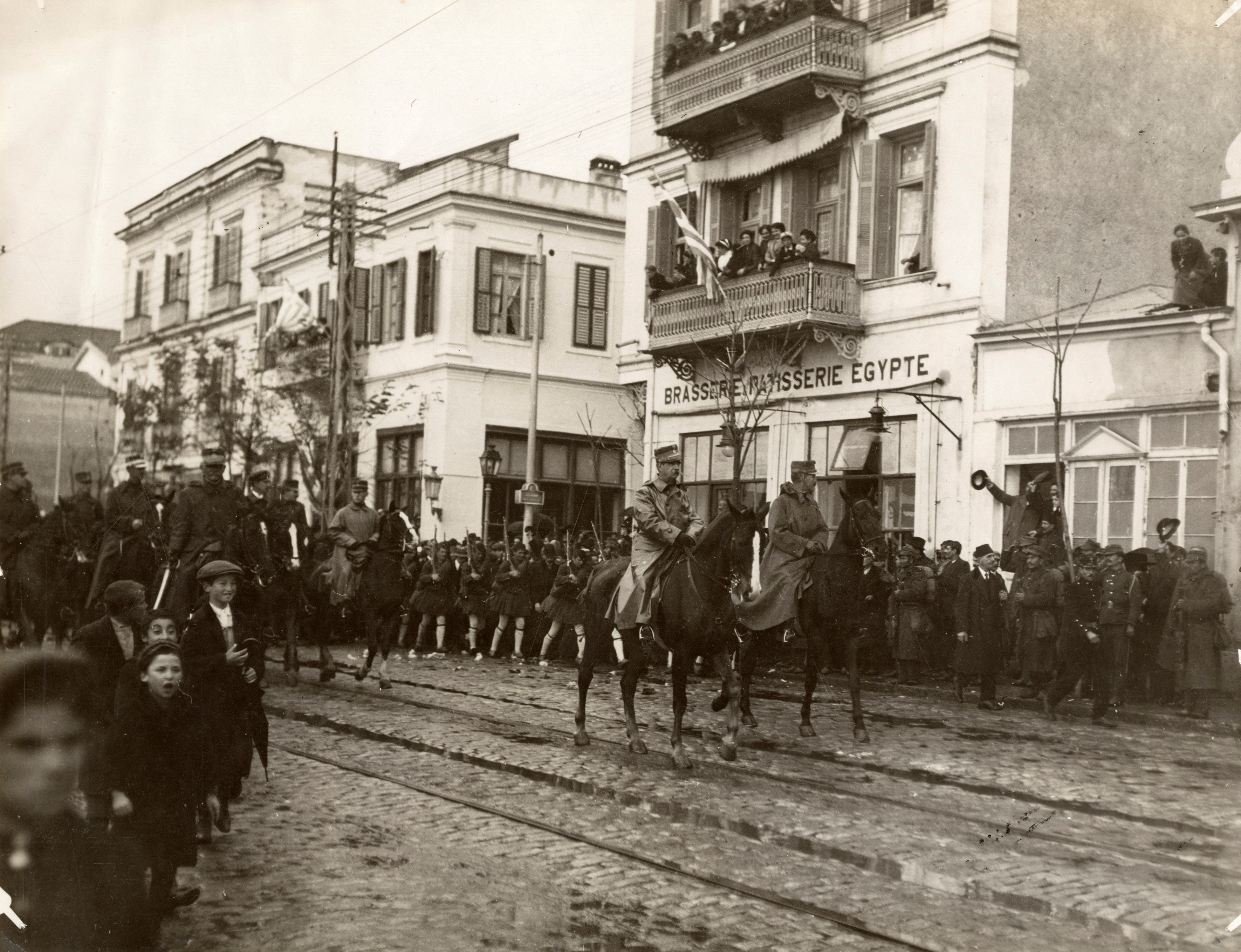
L'armée grecque entrant dans Thessalonique.

Cependant, les forces hellènes ne précèdent que de quelques heures les troupes bulgares, commandées par le général Georgi Todorov et les princes Boris et Cyrille. Mécontent de la victoire grecque, Todorov déclare à Constantin qu’étant donné que la Bulgarie et la Grèce sont alliées dans le conflit, leurs armées doivent occuper conjointement la capitale macédonienne. Le diadoque lui répond alors que ce sont les Grecs qui ont obtenu la reddition de Thessalonique et que c’est à eux seuls de la tenir. La situation est donc très tendue entre les deux armées. Malgré tout, après une visite du roi Ferdinand Ier de Bulgarie dans la ville, Athènes et Sofia conviennent de reporter la question de la possession de Thessalonique au moment des pourparlers de paix mais ce sont bien les troupes hellènes qui l'occupent.
Une fois la ville conquise, Constantin en devient le nouveau gouverneur. C’est d’ailleurs en tant que tel qu’il accueille son père, le roi Georges Ier, et le Premier ministre Elefthérios Venizélos, dans la ville, le 12 novembre 1912. Lors de cet événement, la famille royale est une nouvelle fois acclamée et des démonstrations de joie se produisent dans les rues. L’héritier du trône ne perd cependant pas de vue ses objectifs militaires. Toujours désireux de prendre Bitola, il envoie ses troupes en direction de la Macédoine centrale, où elles remportent de nouvelles victoires.

#### La prise de Ioannina
Le 23 janvier 1913, le prince Nicolas remplace Constantin au poste de gouverneur de Thessalonique tandis que celui-ci reprend le combat. Le diadoque se rend alors en Épire, où il remplace le général Konstantínos Sapountzákis, qui vient d’échouer dans la prise de Ioannina. Pendant tout l’hiver, l’héritier du trône économise ses hommes et ses munitions et c’est seulement le 5 mars qu’il reprend l’offensive contre la ville. Constantin organise alors une attaque de diversion sur les fortins situés au sud-est de Ioannina et un intense bombardement d'artillerie au sud immédiat de la ville. La diversion fonctionne et le gros des troupes grecques attaque par le sud-ouest. Essad Pacha, le commandant de l'armée ottomane, constatant son complet encerclement dans le fort de Bizani et voyant l'armée grecque s'approcher de la capitale de l’Épire, envoie des officiers négocier sa reddition et celle de la ville. Dès le lendemain (6 mars), les Ottomans se rendent sans condition et l’armée grecque entre dans Ioannina. La popularité de Constantin est alors à son comble.

#### L'assassinat de GeorgesIer

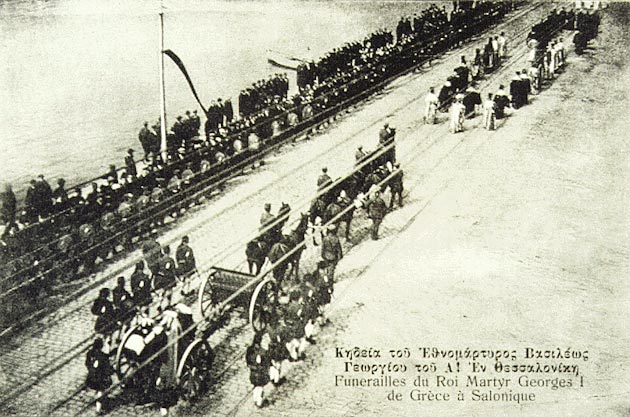
Carte postale souvenir prise lors des funérailles du roi Georges Ier.

Désireux de profiter de la popularité du diadoque pour renforcer sa dynastie, Georges Ier prend la décision d’abdiquer en sa faveur. Le 18 mars 1913, le roi profite ainsi d’un déjeuner avec ses fils Nicolas, Georges et André, à Thessalonique, pour leur annoncer secrètement qu’il souhaite quitter le pouvoir à l’occasion de son jubilé, qui doit avoir lieu en octobre. Le monarque leur explique alors qu’il n’a plus assez de vigueur pour continuer à gouverner et que Constantin a désormais l’âge idéal et l'envergure nécessaire pour le remplacer.
Après le repas, Georges Ier part, comme chaque après-midi depuis qu’il est arrivé à Thessalonique, se promener dans les rues de la ville. Il s’y déplace presque sans aucune protection, exactement comme il le fait à Athènes, depuis le début de son règne. Mais il est attendu, ce jour-là, près de la Tour blanche, par un déséquilibré du nom d'Aléxandros Schinás, qui l’abat d’un coup de revolver. Le souverain est rapidement conduit à l'hôpital mais il est déjà décédé lorsqu'il y parvient. Peu de temps après, le prince Nicolas est prévenu de l’événement et c’est lui qui fait parvenir la nouvelle du décès au reste de sa famille.
Constantin se trouve au quartier général de Ioannina avec son frère Christophe lorsqu’il reçoit le télégramme lui annonçant la mort de son père et son nouveau statut de roi. La veille, les deux princes avaient vécu une expérience étrange, qu’ils ne tarderaient pas à rattacher à la mort du souverain. Ils avaient en effet pratiqué une séance de spiritisme durant laquelle il avait été annoncé au diadoque qu’il connaîtrait la célébrité et la gloire, qu’il remporterait deux guerres mais qu’il aurait à subir, après cela, de nombreux chagrins. Le message s’était terminé par les mots « demain » et « mort » et les deux princes s'étaient couchés avec un sentiment de malaise. Dès la réception du télégramme du prince Nicolas, le 18 mars, Constantin part à Athènes pour y prêter serment de fidélité à la constitution. Après s’être adressé à la nation et à l’Armée, le nouveau roi embarque à bord de l’Amphitrite en compagnie de plusieurs membres de sa famille et de Venizélos. Il gagne alors Thessalonique, où il vient chercher la dépouille de son père, pour l'enterrer ensuite à Tatoï,.

### Début de règne

#### Constantin XII ou ConstantinIer?
Lorsqu'il monte sur le trône, et malgré le fait qu'il n'ait pas la même expérience politique que son père, Constantin bénéficie d'un énorme prestige auprès de son peuple. Outre sa récente gloire militaire, le nouveau roi possède de nombreux avantages : il est le premier souverain moderne à être né en Grèce, il est également le premier à avoir été élevé dans la religion orthodoxe. Il porte, par ailleurs, un nom très prestigieux : celui du fondateur de Constantinople (l'empereur romain Constantin Ier) et celui du dernier empereur byzantin (Constantin XI Paléologue).
Voyant dans leur nouveau monarque celui qui accomplirait la prophétie de la libération de l'antique basilique Sainte-Sophie, les Grecs souhaitent qu'il prenne le nom de « Constantin XII ». Cette numérotation le placerait en effet dans la succession directe du dernier souverain byzantin tandis que sa maison deviendrait la continuatrice des dynasties impériales éteintes après la prise de Constantinople par les Turcs, en 1453. Les Glücksbourg feraient ainsi revivre en Grèce l'époque byzantine, à un moment où les nationalistes hellènes désirent voir leur armée entrer à nouveau dans Constantinople, où 40 % de la population est encore grecque au début du XXe siècle,.
Mais, même s'il n'hésite pas à faire planer quelque temps le doute sur cette question, le roi refuse prudemment de suivre la volonté populaire et la référence à Constantin comme le douzième du nom s’efface peu à peu avec l’échec de la concrétisation de la « Grande Idée », autrement dit du regroupement de tous les territoires peuplés de Grecs dans une seule et même patrie.

#### Le traité de Londres et la deuxième guerre balkanique

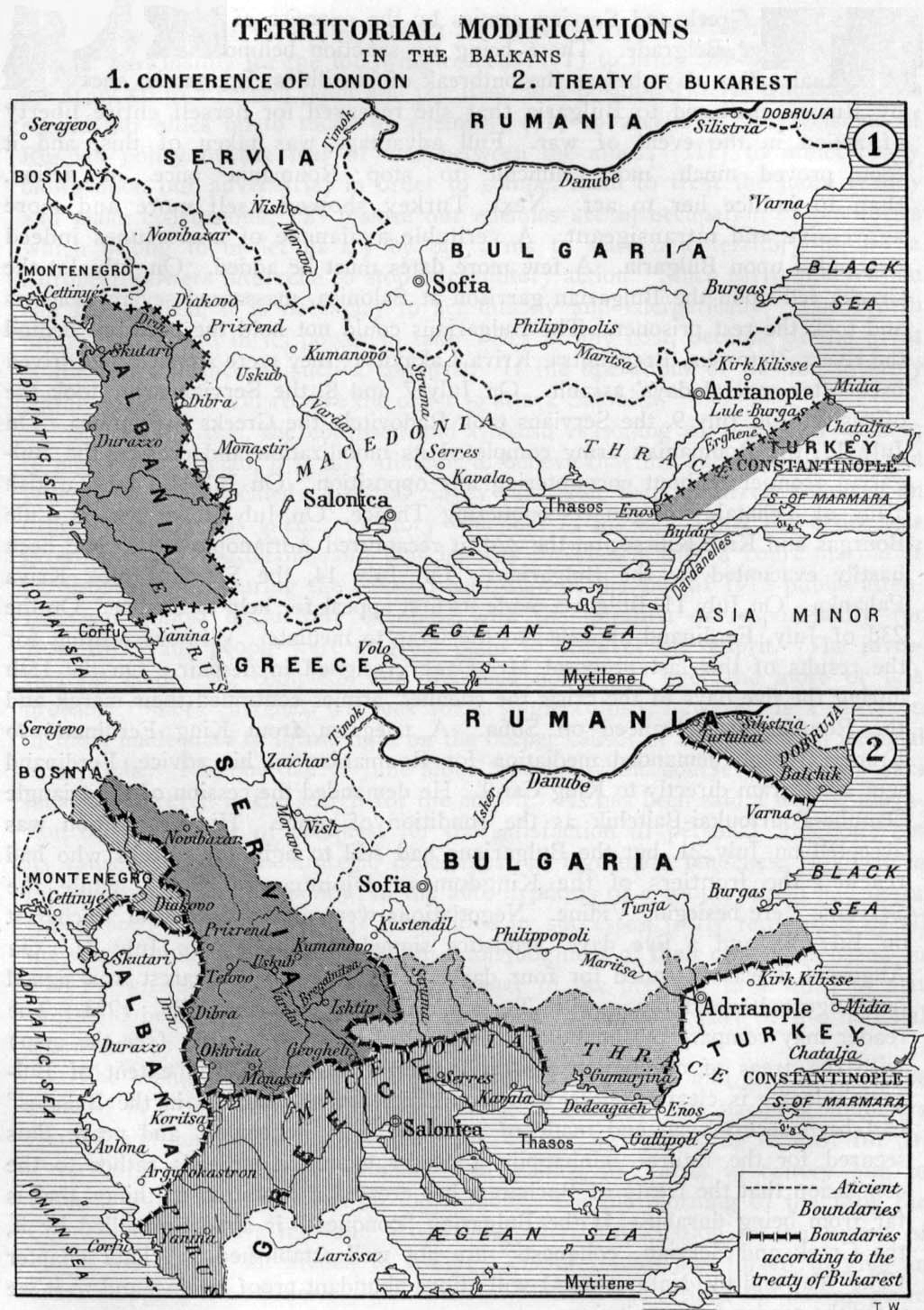
Les modifications territoriales dues aux traités de Londres (en haut) et de Bucarest (en bas).

Le début du règne de Constantin est marqué par les négociations de paix qui mettent fin à la première guerre balkanique. Par le traité de Londres du 30 mai 1913, la Grèce reçoit une bonne partie de la Macédoine (avec Thessalonique, définitivement liée au royaume hellène par la mort de Georges Ier) ainsi qu’une partie de l’Épire, la Crète et plusieurs îles Égéennes. La superficie du pays est alors plus que doublée. Cependant, de profondes divisions existent entre les royaumes balkaniques et la Grèce doit faire face aux revendications des Bulgares, qui n'ont toujours pas accepté la perte de Thessalonique.
Un mois après la signature du traité de Londres, dans la nuit du 29 au 30 juin 1913, la Bulgarie attaque donc sans sommation ses anciens alliés grec et serbe. L'effet de surprise lui permet de s'emparer rapidement de la ville grecque de Nigrita.

#### Victoire de Kilkís
Dès le déclenchement des hostilités, Constantin reprend la tête de son armée et, le 30 juin, les forces hellènes contre-attaquent sur terre comme sur mer. De durs combats ont lieu à Kilkís entre le 30 juin et le 4 juillet et les forces grecques, commandées par le roi, remportent la victoire. Après plusieurs tentatives de contre-attaque pour reprendre les positions perdues, la IIe armée bulgare reconnaît sa défaite et se replie vers le nord, abandonnant ainsi Serrès et Dráma.

#### Du repli bulgare à la bataille de Krésna

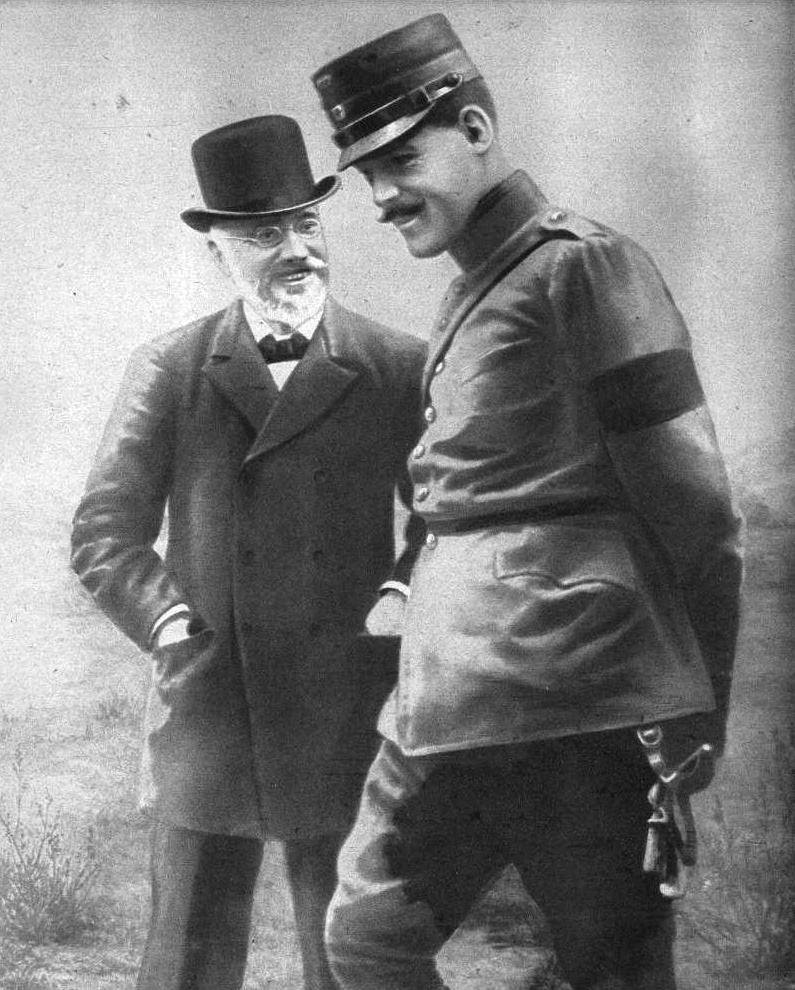
Elefthérios Venizélos et Constantin Ier en 1913.

Après Kilkis, l’armée grecque continue sa progression et bat une nouvelle fois les Bulgares à Dojran, le 6 juillet. Pour éviter une catastrophe totale, l'état-major bulgare ordonne donc, le 7 juillet, une retraite des IIe et IVe armées vers la frontière bulgare d'avant la Première guerre balkanique. Continuant leur avancée, les Grecs franchissent, quant à eux, le Strymon, le 10 juillet, et s'emparent de plusieurs positions. Ils pénètrent finalement en territoire bulgare le 23 juillet mais, dès le lendemain, Constantin Ier arrête l’offensive. Les troupes hellènes sont en effet proches du point de rupture de leur lignes de communication et de ravitaillement. Surtout, elles sont épuisées par les combats et la marche forcée vers le nord.
Le Premier ministre Elefthérios Venizélos songe alors à négocier un armistice avec le gouvernement bulgare. Il se rend donc au quartier général grec, à Hadji Beylik, pour tenter de convaincre le roi de demander la paix. Cependant, Constantin Ier désire une victoire militaire décisive et refuse. Dans le même temps, les forces bulgares s’organisent et repassent à l’attaque le 29 juillet. Leur contre-offensive est si puissante et le relief des gorge de Krésna si défavorable aux Grecs que, dès le lendemain, les forces hellènes sont au bord de l’anéantissement total : Constantin et son armée sont à la limite de l'encerclement et l'artillerie hellène ne parvient pas à se mettre en batteries à cause du terrain accidenté. Le souverain envoie donc un télégramme à son Premier ministre, parti à Bucarest, dans lequel il reconnaît son échec et demande l’armistice,.
Finalement, Constantin Ier et son armée sont sauvés par le gouvernement bulgare qui suggère, de son côté, un cessez-le-feu afin de protéger sa capitale. La semi-défaite grecque de Krésna a donc des conséquences réduites sur le cours général du conflit.

#### Le traité de Bucarest et le retour du roi
Du 30 juillet au 10 août 1913, un congrès se tient à Bucarest, sous les auspices des grandes puissances, pour mettre fin à la deuxième guerre balkanique. Lors des négociations, le principal problème entre la Grèce et la Bulgarie concerne le débouché sur la mer Égée que revendique cette dernière. Les Bulgares souhaitent conserver une portion plus longue de la côte incluant le port de Kavala, ce que le roi Constantin Ier est prêt à leur concéder. Cependant, le Premier ministre Elefthérios Venizélos est partisan d’une solution minimale et c’est finalement lui qui obtient gain de cause grâce à l’appui de la France et de l’Allemagne,,. Le traité de paix, signé le 10 août, ne laisse donc à Sofia que le débouché maritime relativement peu développé de Dedeağaç. Kavala revient à la Grèce, qui s'étend alors jusqu'aux rives de la Mesta. La souveraineté d’Athènes sur la Crète est par ailleurs définitivement reconnue,,. La Grèce ressort du conflit avec le statut de véritable puissance méditerranéenne.

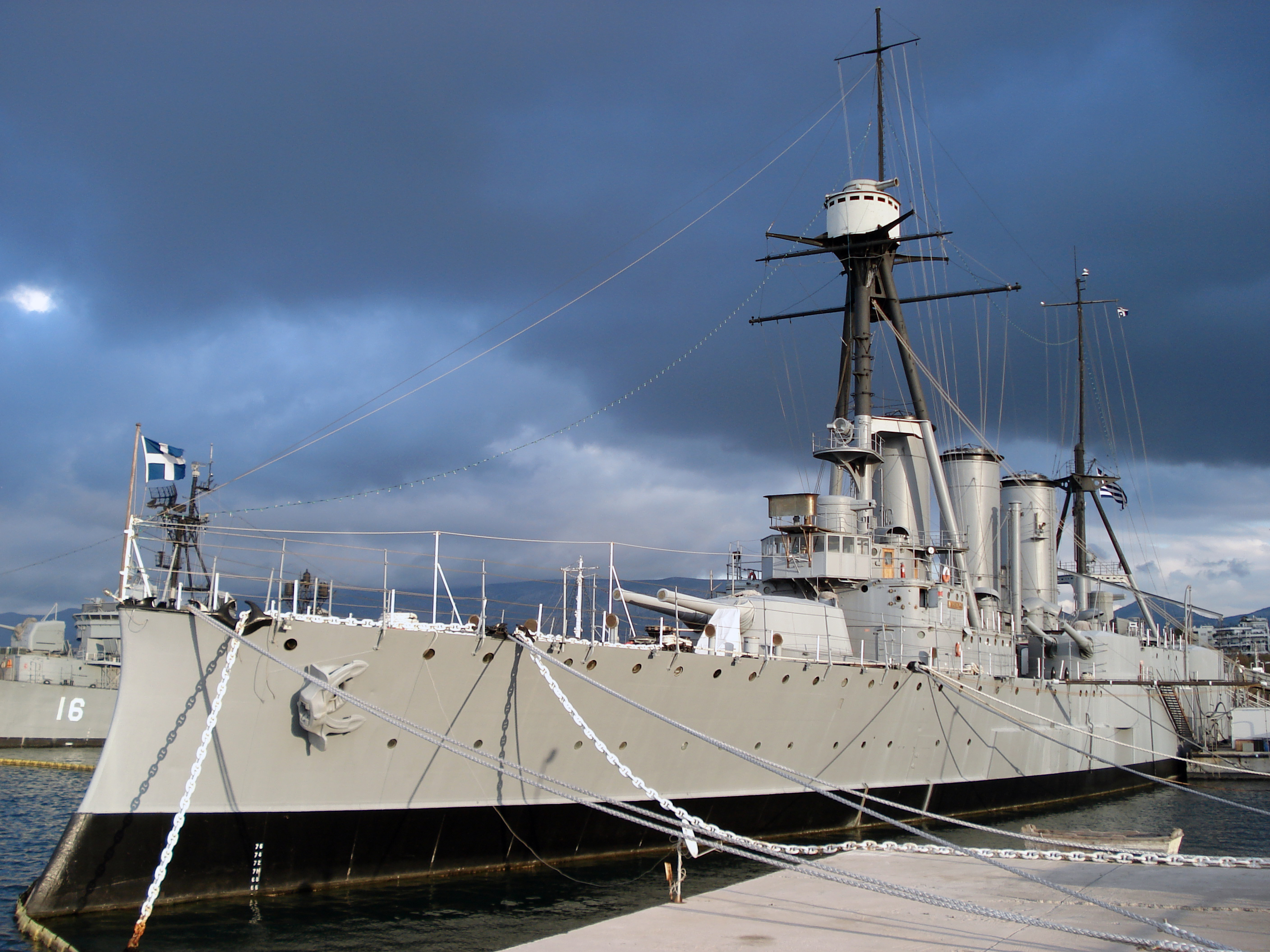
Le croiseur Averoff.

Lorsqu’il rentre à Athènes le 5 août, Constantin reçoit un accueil très chaleureux de son peuple. Escorté par toute la flotte grecque, il arrive à Phalère à bord du croiseur Averoff en compagnie du diadoque Georges. Le roi et son fils aîné sont alors reçus par la reine Sophie et une foule immense qui les ovationne en agitant de petits drapeaux. Puis, la famille se rend au palais royal de la place Sýntagma où elle retrouve la reine Olga, qui quitte exceptionnellement son habit de deuil pour recevoir son fils.
Après les guerres balkaniques, Constantin est si apprécié en Grèce que la plupart des foyers de ses sujets possèdent une image ou une photo de lui qu’ils conservent pieusement, telle une icône.

### Voyages diplomatiques et vie en Grèce
Dans ces circonstances, les relations entre Constantin et son Premier ministre Elefthérios Venizélos s’apaisent. Les deux hommes mettent en place un plan de reconstruction du pays et d’assimilation des régions tout juste intégrées au royaume. Mais, pour mener à bien cette politique, le gouvernement grec a besoin de crédits. C’est la raison pour laquelle Constantin Ier entreprend une série de voyages diplomatiques en Europe occidentale afin d’y obtenir des prêts pour son pays.

#### En Allemagne

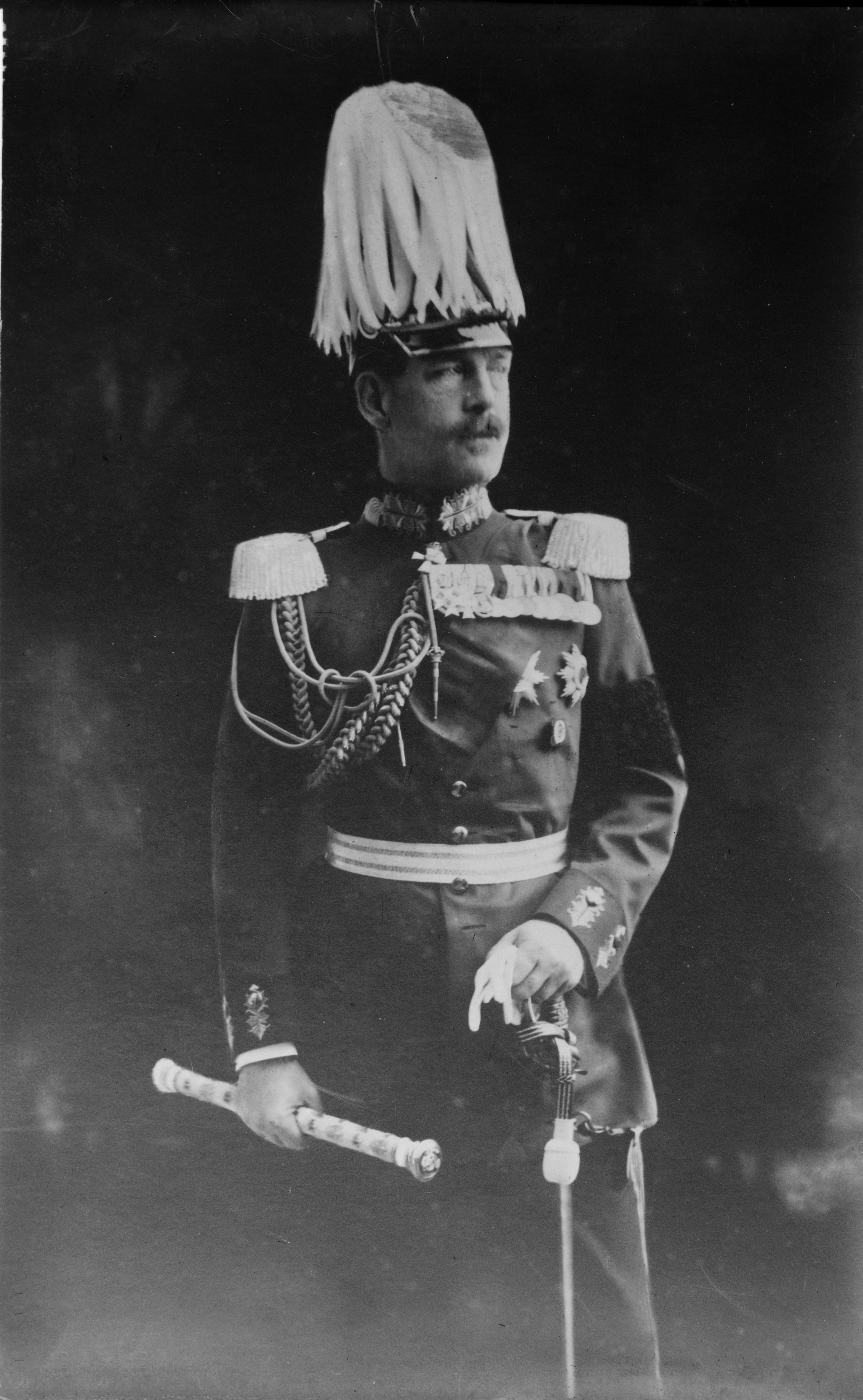
Constantin Ier en uniforme allemand avec, dans sa main droite, le bâton de feld-maréchal.

À l’automne 1913, le roi, son épouse et plusieurs de leurs enfants se rendent, pendant trois semaines, en Allemagne pour y assister aux traditionnelles manœuvres de l’armée. La famille arrive le 4 septembre à Munich et, tandis que Sophie et ses plus jeunes enfants s’installent à Friedrichshof, Constantin et le diadoque poursuivent leur route jusqu’à Berlin. Dans la capitale impériale, le roi cherche à négocier un prêt pour développer le port de Thessalonique et construire une ligne de chemin de fer liant Larissa à la Macédoine. Mais, le gouvernement allemand, possédant d’importants intérêts dans l’Empire ottoman, se montre peu pressé d’offrir son aide à Athènes et Constantin ne parvient pas à obtenir les fonds qu’il espérait. Malgré tout, le roi fait de nombreux efforts pour se montrer agréable avec ses hôtes et cela bien qu’il n’ait que peu d’amitié pour Guillaume II.
De son côté, le Kaiser cherche à affermir les liens entre la Grèce et l’Allemagne et tourner ainsi la visite de son beau-frère à son avantage. Depuis son indépendance, le royaume hellène dépend en effet largement des « puissances protectrices » que représentent le Royaume-Uni, la France et la Russie, et Berlin verrait d’un bon œil une rupture entre Athènes et ses alliés traditionnels. Durant le dîner suivant les manœuvres militaires, Guillaume II investit donc Constantin du prestigieux ordre de l'Aigle noir. Surtout, il lui remet un bâton de feld-maréchal allemand et le nomme colonel du 2e régiment d’infanterie du Nassau. L’empereur décore également son neveu, le diadoque Georges, de la grand-croix de l’ordre de l'Aigle rouge. S’ensuit un discours de Guillaume II dans lequel il rappelle que Constantin a effectué sa formation militaire en Allemagne et qu'il doit donc ses victoires durant les guerres balkaniques au système militaire germanique dont il est le produit. Finalement, le discours impérial se termine par l'affirmation selon laquelle l'Allemagne possède désormais en Grèce un allié militaire de taille sur lequel elle peut compter.
Pris par surprise et flatté par les déclarations de son beau-frère, Constantin improvise une réponse cordiale dans laquelle il évoque ses années d’entraînement en Prusse et sa reconnaissance pour l’expérience qu’elles lui ont donnée. Il ne se doute pas alors que l’affaire va rapidement être montée en épingle par la presse et lui causer d’importants problèmes diplomatiques avec la France et le Royaume-Uni.
La France ayant largement contribué au réarmement de la Grèce et à la réorganisation de son armée après la défaite de la guerre de Trente-Jours, l’opinion publique hexagonale est vexée par le discours de Constantin Ier et par la publication de photos du roi en habit de feld-maréchal allemand. Au Royaume-Uni même, la population est choquée par ce qu’elle perçoit comme un soutien à la politique du Kaiser. Or, la presse allemande n’hésite pas à jeter de l’huile sur le feu des relations internationales en réaffirmant haut et fort l’amitié germano-grecque.

#### En France

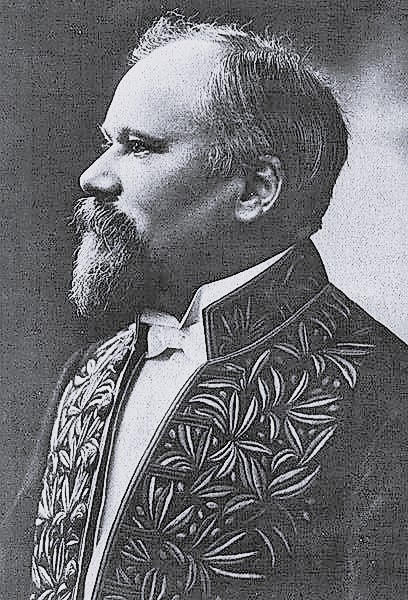
Le président de la République française, Raymond Poincaré.

Malgré ces difficultés, le roi et sa famille poursuivent leur voyage. Avant de se rendre à Paris comme prévu, ils effectuent une visite privée en Angleterre et arrivent à Eastbourne le 17 septembre 1913. Constantin souhaite en effet inscrire son dernier fils, Paul, dans la Royal Navy, tandis que son épouse désire passer quelques jours de vacances dans le pays qu’elle adore. Le roi arrive finalement seul en France le 19 septembre, soit deux jours plus tôt que ce qui était initialement prévu.
Le 21 septembre, Constantin se rend à l’Élysée, où il est officiellement reçu à déjeuner par Raymond Poincaré. Lors du toast, le président de la République déclare à son hôte que la France « restera [pour la Grèce] l’amie loyale et véritable qu’elle a toujours été ». Afin d’effacer l’incident berlinois, le roi évoque, avec effusion, dans sa réponse, l’aide et la sympathie françaises lors des guerres balkaniques. Malgré tout, la presse hexagonale est déçue par le discours royal, qu’elle juge bien moins enthousiaste que celui prononcé en Allemagne. De leur côté, les journaux allemands exploitent le malaise afin de souligner l’« irrationalité française ».
Durant le reste de son séjour à Paris, Constantin Ier dîne chez le prince Roland Bonaparte, père de sa belle-sœur la princesse Marie de Grèce, rencontre le ministre français des Affaires étrangères Stéphen Pichon et offre un entretien au journal Le Temps dans laquelle il réaffirme les liens d’amitié unissant son pays et la France. Cependant, le souverain ne parvient pas à retourner l'opinion publique hexagonale en sa faveur et il rentre à Athènes, fin septembre, avec un profond sentiment d'échec. Il ne se trompe d'ailleurs pas et le comportement du gouvernement français vis-à-vis de lui durant la Première Guerre mondiale le montre rapidement.

#### En Grèce

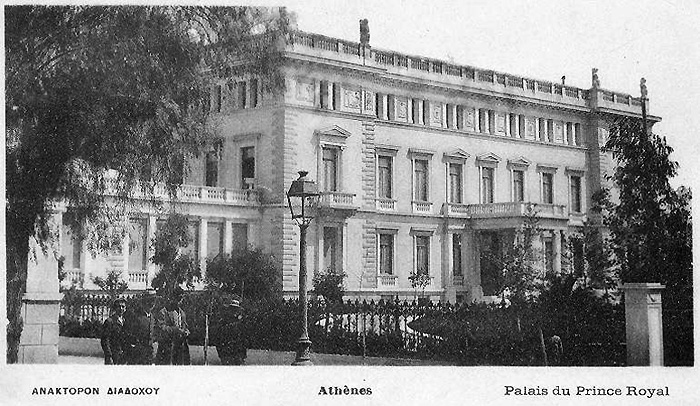
La résidence de Constantin, en 1909.

Revenus en Grèce, Constantin Ier et Sophie continuent à mener la vie simple qui était la leur lorsqu’ils n’étaient qu’héritiers du trône. Ils consacrent ainsi leur temps libre à la botanique, qui est leur passion commune, et transforment les jardins du nouveau palais royal sur le modèle anglais. La reine s’occupe par ailleurs d’un important programme de reboisement du pays, ce qui lui permet de mettre en pratique son goût pour l’arboriculture,.
Le couple reste très proche de sa famille, et particulièrement du prince Nicolas. Chaque mardi, les souverains vont ainsi dîner chez le frère du roi et son épouse et, le jeudi, c’est au tour de ceux-ci de se rendre au palais royal. Il faut dire que la vie, à Athènes, n'est pas très animée et qu'en dehors des autres membres de la famille souveraine, Constantin et Sophie ne peuvent guère y fréquenter que la haute bourgeoisie marchande.

### Première Guerre mondiale
Lorsque survient l’assassinat de l’archiduc François-Ferdinand d'Autriche et de son épouse à Sarajevo, le 28 juin 1914, les membres de la famille royale sont dispersés à travers toute l’Europe. La reine Sophie, plusieurs de ses enfants et le prince Christophe sont en Angleterre, le prince Georges et sa femme Marie Bonaparte sont au Danemark, le prince Nicolas, sa femme Hélène Vladimirovna et la reine douairière Olga sont à Saint-Pétersbourg et seuls Constantin et sa fille Hélène sont présents à Athènes. Dans les semaines qui suivent, tous, sauf Georges et Marie, rentrent cependant en Grèce.

#### Une neutralité difficile

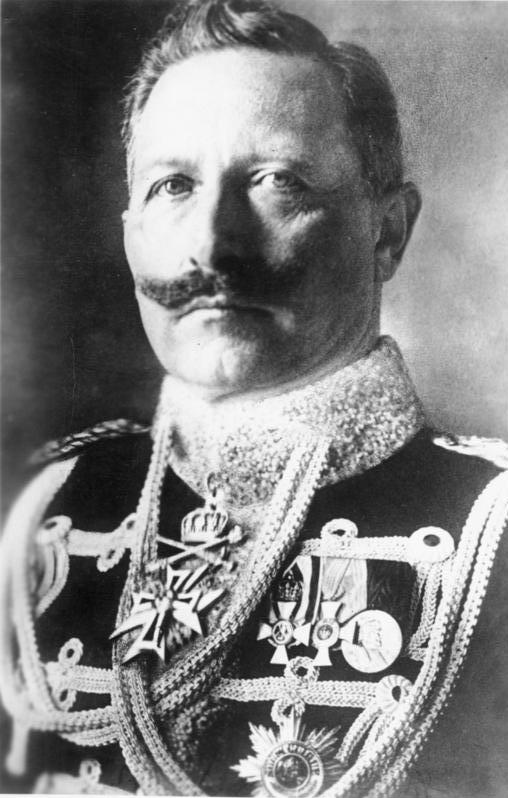
Le Kaiser Guillaume II d'Allemagne, beau-frère de Constantin Ier.

Fin juillet 1914, le Kaiser Guillaume envoie un télégramme à Constantin pour lui demander quelle serait l’attitude de la Grèce en cas de guerre. Le roi lui fait alors savoir qu’il n’a pas l’intention d’impliquer son pays dans un nouveau conflit et qu’il choisirait donc la neutralité. À cette réponse, l’empereur se fait menaçant et déclare à son beau-frère que, si la Grèce refuse de s’allier à l’Allemagne, elle doit être traitée en ennemie par celle-ci. Malgré tout, le roi des Hellènes reste ferme et maintient sa décision de ne pas intervenir. Il est en effet conscient que la Grèce est ressortie très affaiblie des guerres balkaniques et qu’elle n’est pas du tout prête à participer à un nouveau conflit.
Tous, en Grèce, ne partagent cependant pas l’avis du monarque. Le Premier ministre Elefthérios Venizélos souhaite ainsi profiter du déclenchement de la Première Guerre mondiale pour mener à bien la « Grande Idée » et poursuivre le dépeçage de l’Empire ottoman. L’homme politique, qui soupçonne la famille royale de connivence avec l’empereur Guillaume, entre donc en contact avec les gouvernements de la Triple-Entente. Cependant, ceux-ci ne se montrent d’abord pas pressés de voir le royaume hellène intervenir dans le conflit. De fait, la Russie craint les revendications grecques sur Constantinople et les Détroits.
L’attitude des Alliés évolue cependant à partir de 1915. En janvier de cette année, Sir Edward Grey, le ministre britannique des Affaires étrangères, propose à Athènes de lui échanger une partie de la Thrace et de la Macédoine récemment annexées contre l’Épire du Nord et un morceau de l’Asie Mineure. Les territoires conquis pendant la deuxième guerre balkanique seraient alors rendus à Sofia, qui s’allierait, en contrepartie, à l’Entente en même temps que la Grèce. Mais la proposition britannique reste vague : alors qu’ils s’entretiennent avec Athènes, Londres, Saint-Pétersbourg et Paris discutent, en parallèle, des conditions d’entrée de Rome dans le conflit et lui promettent également la même zone d’influence en Anatolie. Constantin Ier et ses conseillers se montrent donc réticents face à l’offre britannique. À l'inverse, Venizélos ne cache pas son intérêt pour la démarche de Grey.

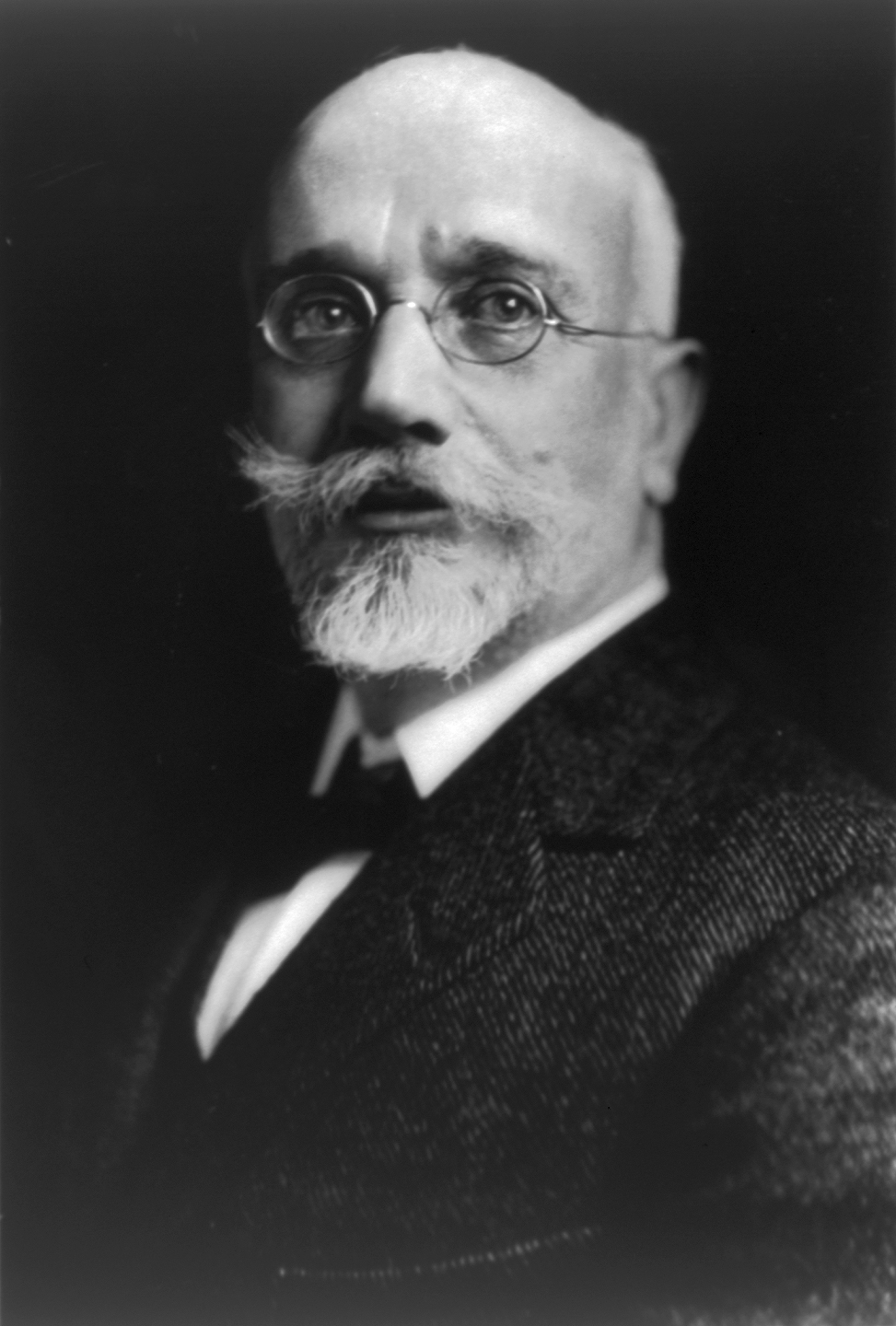
Elefthérios Venizélos, l'opposant constant des Glücksbourg.

Les choses se compliquent lorsque l’Entente se lance dans la bataille des Dardanelles, en février. Désireux de libérer les populations grecques d’Asie Mineure du joug ottoman, Constantin se déclare, dans un premier temps, prêt à offrir son soutien aux Alliés et à faire entrer son pays dans la bataille. Cependant, le roi se retrouve confronté à l’opposition de son état-major et, en particulier, de Ioánnis Metaxás, qui menace de démissionner si la Grèce entre en guerre alors qu’elle n’en a pas les moyens. Constantin fait donc marche arrière, ce qui provoque la fureur de Venizélos. Celui-ci tente alors, par tous les moyens, de faire entrer la Grèce dans la guerre malgré l’opposition royale. Mais, face au front commun du roi, de l’armée et de la majorité du gouvernement, le Premier ministre finit par donner sa démission le 6 mars.
Affaibli par tous ces événements, Constantin Ier tombe gravement malade. Atteint d’une pleurésie aggravée d’une pneumonie, il prend le lit durant plusieurs semaines et manque de mourir. En Grèce, l’opinion publique s’émeut de la situation, d’autant qu’une rumeur, propagée par les vénizélistes, dit que le roi n’est pas malade mais que la reine l’a, en réalité, blessé d'un coup de couteau au cours d’une dispute où elle prétendait le forcer à entrer en guerre aux côtés de l’empereur Guillaume. La santé du souverain décline tellement qu’un navire est envoyé dans l’île de Tinos afin d’y chercher l'icône miraculeuse de la Vierge à l'Enfant censée soigner les malades. Après avoir embrassé l’image pieuse, le roi recouvre partiellement la santé mais sa situation reste préoccupante et il faut l’opérer avant qu’il puisse reprendre ses fonctions,.
Pendant la période de maladie du roi, l’Entente continue à faire pression sur la Grèce pour qu’elle entre en guerre à ses côtés. Nommé Premier ministre après le départ de Venizélos, Dimítrios Goúnaris propose donc l’intervention de son pays dans le conflit en échange de la protection des Alliés contre une éventuelle attaque bulgare. Cependant, l’Entente, toujours désireuse de nouer une alliance avec Sofia, refuse l’accord.

#### L'occupation de Thessalonique
Dans le même temps, les choses se précipitent en Grèce et dans les Balkans. En juin 1915, des élections législatives donnent la victoire aux venizélistes. Un mois plus tard, Constantin Ier, toujours convalescent, reprend la tête du pays et finit par rappeler Venizélos à la tête du cabinet le 16 août. En septembre, la Bulgarie entre en guerre aux côtés des puissances centrales et attaque la Serbie, alliée à la Grèce depuis 1913. Venizélos profite alors de l’événement pour demander au souverain de proclamer la mobilisation générale, ce que celui-ci refuse. En conséquence, le Premier ministre menace de donner à nouveau sa démission et de provoquer ainsi une crise politique majeure. Constantin finit donc par proclamer la mobilisation mais fait clairement savoir à l’armée qu’il s’agit là d’une mesure purement défensive. Afin de forcer la main du roi, Venizélos invite, le 3 octobre, les Alliés à occuper le port de Thessalonique mais Constantin le renvoie au moment où les forces franco-italo-anglaises débarquent dans la ville. Entre les deux hommes, la rupture est désormais définitive et elle a de graves conséquences pour le roi,.

Les opérations militaires en Serbie et dans les Balkans en 1914-1915.

Du côté des gouvernements alliés, l’attitude de Constantin apparaît comme une véritable trahison et c’est désormais sous les traits de germanophiles convaincus que lui et son épouse apparaissent dans les journaux de l’Entente,. De fait, en refusant d’entrer en guerre, Athènes empêche les troupes franco-britanniques de venir en aide à la Serbie, dont les armées se retrouvent bientôt débordées par la coalition austro-bulgare, et rend encore plus incertaine la victoire alliée dans les Dardanelles. En guise de représailles, la France, le Royaume-Uni et la Russie signent donc, avec l’Italie, le pacte de Londres qui réserve à Rome la possession de Vlora, dans l’Épire albanaise, et d’Antalya, en Anatolie. Dans le même temps, l'Entente ordonne à Athènes de démobiliser son armée tandis que la loi martiale est proclamée à Thessalonique et qu'un blocus partiel est imposé à la Grèce.
Malgré tout, Constantin est loin de perdre ses appuis dans le pays. Le retrait des troupes britanniques des Dardanelles, en décembre 1915, renforce, au contraire, la confiance de nombreux Grecs dans leur souverain et Constantin profite de cet événement pour convoquer de nouvelles élections. Conscient de la défaite électorale qui les attend sûrement, Venizélos et ses partisans refusent, quant à eux, de participer au scrutin et déclarent le nouveau parlement hellénique illégal.

#### Une politique de plus en plus germanophile
Dès lors, le gouvernement grec mène une politique de plus en plus favorable aux puissances centrales. Athènes proteste ainsi officiellement contre le transfert de l’armée serbe à Corfou puis à Thessalonique. Des ordres sont, par ailleurs, donnés aux officiers présents à la frontière de ne pas s’opposer à une éventuelle avancée bulgare dans le pays, ce qui se produit le 27 mai 1916. Enfin, Constantin Ier proclame symboliquement, en avril 1916, l’annexion de l’Épire du Nord à la Grèce dans le but de protester contre l’intervention italienne en Albanie.

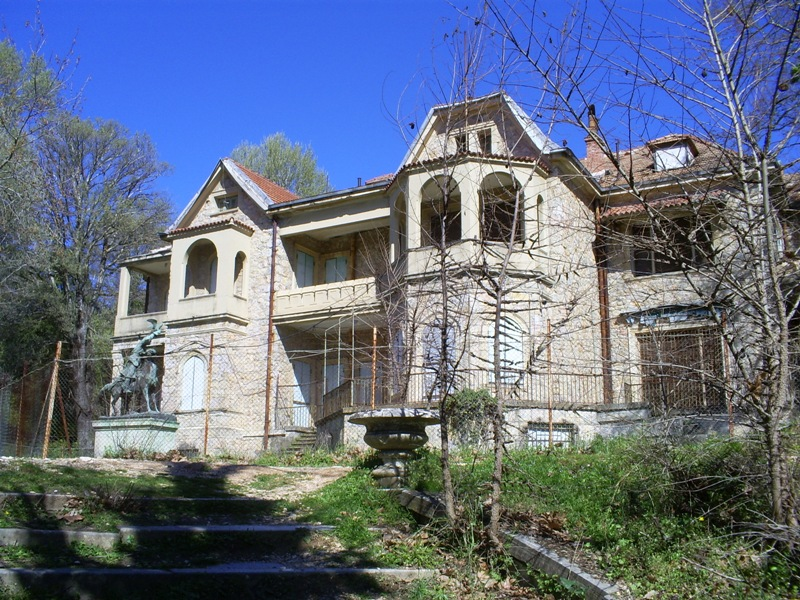
Le palais de Tatoï, en 2002.

Désormais considéré comme un ennemi de l’Entente, Constantin doit faire face à l’opposition de plus en plus violente de celle-ci. La France met ainsi au point différents projets d’enlèvement ou d’assassinat du souverain. Le 14 juillet 1916, un incendie criminel, peut-être déclenché par des agents de Paris, se produit dans la forêt qui entoure le palais royal de Tatoï. Dans la confusion de l'événement, la reine Sophie sauve sa plus jeune fille, la princesse Catherine, et parcourt plus de deux kilomètres dans les bois avec l'enfant dans les bras. Plusieurs membres de la famille royale, dont Constantin lui-même, sont blessés et la résidence des souverains est en grande partie détruite par les flammes. Surtout, seize (ou dix-huit, selon les sources) soldats et autres membres du personnel du palais sont tués,.
Après ces événements, l’attitude de la famille royale vis-à-vis de l’Allemagne évolue considérablement. Entre décembre 1916 et février 1917, la reine Sophie, qui s’était longtemps montrée moins germanophile que son époux, envoie ainsi plusieurs télégrammes à son frère lui demandant quand les troupes de la Triplice seraient en mesure d’intervenir en Macédoine. Pourtant, la souveraine n’a jamais été très proche de son frère, le Kaiser Guillaume, et ne lui a jamais vraiment pardonné son attitude au moment de son mariage et de sa conversion à l’orthodoxie. Mais la violation de la neutralité grecque par l’Entente et les menaces contre la vie de son mari et de ses enfants la conduisent progressivement à changer d’avis vis-à-vis des Alliés.

#### Le Schisme national
En octobre 1916, Elefthérios Venizélos organise à Thessalonique un gouvernement provisoire rival de celui mené par Spyrídon Lámpros à Athènes. C’est le début du « Schisme national » (grec moderne : εθνικός Διχασμός / ethnikós Dikhasmós). La Thessalie, l'Épire, ainsi qu'une partie de l'armée suivent l’ancien Premier ministre tandis que le reste du pays conserve sa loyauté au monarque. Une zone neutre entre le nord et la « vieille Grèce » (autrement dit la première région à s'être libérée du joug ottoman) est organisée par l'Entente, qui soutient aussi financièrement le gouvernement de Venizélos.

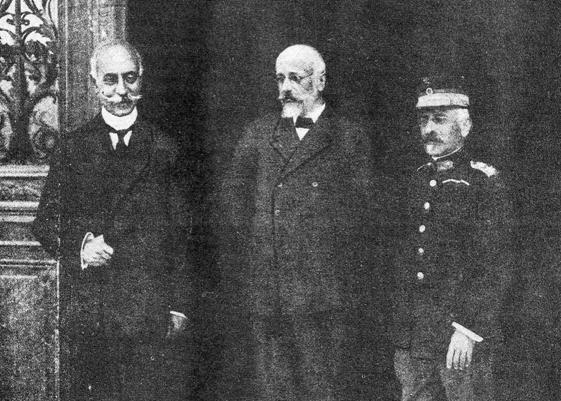
Les chefs du gouvernement de Thessalonique : Pávlos Koundouriótis, Elefthérios Venizélos et Panagiótis Danglís.

Parallèlement, une flotte franco-britannique, commandée par l'amiral Louis Dartige du Fournet, occupe la baie de Salamine pour faire pression sur Athènes, à qui divers ultimatums, concernant principalement le désarmement de son armée, sont envoyés. Le 1er décembre 1916, des soldats de l’Entente débarquent à Athènes pour s'emparer de pièces d'artillerie promises par le souverain deux mois plus tôt. Cependant, des réservistes hellènes se mobilisent secrètement avant l’intervention et fortifient Athènes,. Les Français sont donc accueillis par un feu nourri et leur massacre est surnommé par la presse de l’époque les « Vêpres grecques ». Après l’événement, le roi félicite son ministre de la guerre et le général Doúsmanis. En face, l'Entente réagit assez mollement. La flotte française bombarde le palais royal d'Athènes et le gouvernement d'Aristide Briand propose aux Alliés la déposition de Constantin. Il est alors question de le remplacer par son frère cadet, le prince Georges. Cependant, la Russie, mais aussi l'Italie, refusent d’intervenir parce qu’elles redoutent les revendications grecques sur l’Asie Mineure et à cause des liens de parenté unissant Constantin au tsar Nicolas II.

### D'un exil à l'autre

#### Premier exil

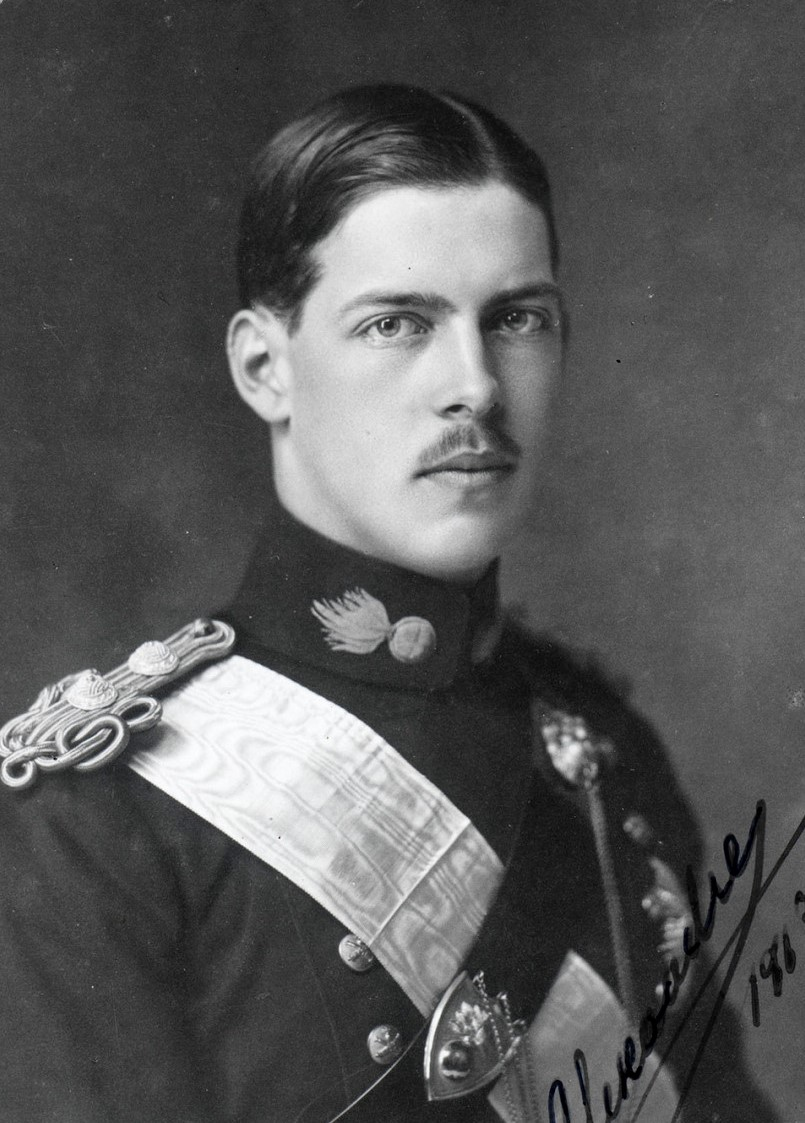
Le roi Alexandre Ier.

Avec les révolutions russes de 1917 et la déposition de Nicolas II, Constantin Ier perd le dernier de ses soutiens au sein de l’Entente. Ainsi, le 10 juin 1917, Charles Jonnart, le haut-commissaire allié, demande au gouvernement hellène l'abdication du roi et son remplacement par un autre prince que le diadoque, considéré comme trop germanophile. Sous la menace d'un débarquement de 10 000 soldats au Pirée, Constantin abandonne donc le pouvoir en faveur de son deuxième fils, le prince Alexandre. Malgré tout, le souverain refuse d'abdiquer et explique à son successeur qu’il ne doit pas se considérer autrement que comme une sorte de régent, chargé d’occuper le trône en attendant le retour du monarque légitime.
Le 11 juin, la famille royale fuit, en secret, le palais d’Athènes, encerclé par une foule loyaliste qui refuse de voir partir Constantin, et gagne Tatoï. Dans les jours suivants, Constantin, son épouse et cinq de leurs enfants quittent la Grèce, à Oropos, et prennent le chemin de l'exil. C’est la dernière fois que la famille est en contact avec celui qui est désormais le roi Alexandre Ier. De fait, dès leur retour au pouvoir, les vénizélistes interdisent tout contact entre le nouveau souverain et ses parents.
Après avoir traversé la mer Ionienne et l’Italie, Constantin et sa famille s'installent en Suisse alémanique, d’abord à Saint-Moritz, puis à Zurich,. Dans leur exil, les souverains sont bientôt suivis par la quasi-totalité de la famille royale, qui quitte la Grèce avec le retour de Venizélos à la tête du cabinet et l’entrée en guerre du pays aux côtés de l’Entente. Or, la situation financière de la famille royale n’est pas des plus brillantes et Constantin, hanté par un profond sentiment d’échec, ne tarde pas à tomber malade. En 1918, il contracte ainsi la grippe espagnole et manque, une fois encore, de mourir.

L'expansion territoriale de la Grèce entre 1832 et 1947. Les territoires annexés après la Première Guerre mondiale apparaissent en orange et en jaune. Ceux en jaune sont reperdus après la guerre gréco-turque.

Avec la fin de la Première Guerre mondiale et la signature des traités de Neuilly et de Sèvres, le royaume hellène réalise d'importantes acquisitions territoriales en Thrace et en Anatolie. Pourtant, la Grèce est loin d'avoir retrouvé sa stabilité avec le départ de Constantin et les tensions entre Venizélos et la famille royale se poursuivent. La décision d'Alexandre Ier d'épouser Aspasía Mános, une aristocrate grecque, plutôt qu'une princesse européenne déplaît en effet autant au chef du gouvernement qu'aux parents du monarque. Surtout, la mort inattendue du jeune roi, empoisonné par une morsure de singe, provoque une crise institutionnelle qui aboutit en novembre 1920 à la défaite électorale de Venizélos et à la tenue d’un référendum contesté durant lequel 99 % des votants se prononcent pour la restauration de Constantin sur le trône,.

#### Restauration
Le retour de Constantin et de la famille royale à Athènes, le 19 décembre 1920, est accompagné d’importantes manifestations populaires ; il est même fait maçon « à vue » par le grand maître de Grèce. Pourtant, la présence du roi n'amène pas la paix escomptée par la population. Bien plus encore, elle empêche le pays de recevoir l’appui des grandes puissances dans la guerre qui l’oppose à la Turquie de Mustafa Kemal depuis 1919. De fait, les anciens alliés n’ont pas pardonné à Constantin son attitude durant la Première Guerre mondiale et ils ne sont pas prêts à lui fournir leur soutien. Quant au roi, il a beau se rendre en Anatolie, en 1921, pour y soutenir le moral des troupes hellènes, il n’est plus le commandant en chef dynamique qui a mené son pays à la victoire pendant les guerres balkaniques de 1912-1913. Gravement diminué par la maladie, il doit retourner en Grèce en septembre 1921.
La guerre gréco-turque se poursuit jusqu'à la défaite hellène de la Sakarya, en août-septembre 1921, et la reconquête de Smyrne par les Turcs, en septembre 1922. Après ces événements, le pays s’enfonce dans une crise politique et morale profonde. Tandis que Mustafa Kemal reprend peu à peu le contrôle de l'Anatolie et de la Thrace orientale, des milliers de Grecs sont assassinés tandis que les autres sont expulsés. C'est la « Grande Catastrophe », consacrée, plus tard, par le traité de Lausanne de 1923.

#### Abdication et deuxième exil

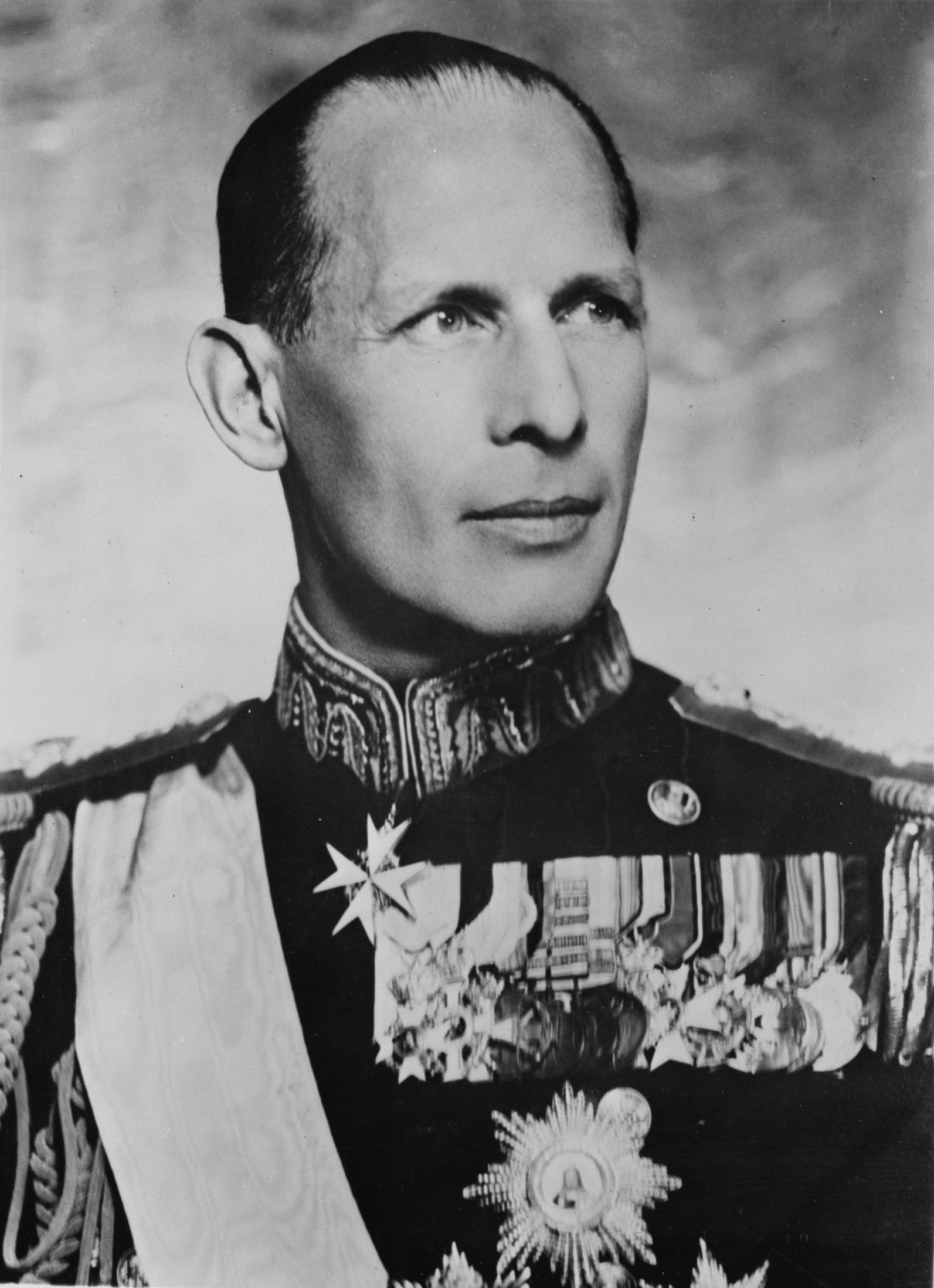
Le roi Georges II de Grèce (v. 1942).

Le 11 septembre 1922 (julien), une partie de l’armée grecque, commandée par le général Nikólaos Plastíras, se soulève et demande l’abdication de Constantin Ier ainsi que la dissolution du Parlement hellénique. Après avoir consulté son ami, le général Ioánnis Metaxás, le roi abdique le 27 septembre tandis que son fils aîné lui succède, pour quelques mois seulement, sur le trône sous le nom de Georges II.
Le 30 octobre, Constantin, son épouse et les princesses Irène et Catherine quittent une nouvelle fois leur pays et s’installent à la Villa Igiea de Palerme. En Grèce, cependant, les tensions ne s'éteignent pas et le nouveau gouvernement entreprend la chasse aux responsables de la « Grande Catastrophe ». Plusieurs personnalités politiques et militaires sont ainsi condamnées à mort lors du « Procès des Six » et le prince André de Grèce, frère de Constantin Ier, n'échappe à l'exécution que grâce à l'intervention des légations étrangères. 
En exil, le roi déchu se montre de plus en plus dépressif et reste parfois des heures sans parler, les yeux perdus dans le vague. Atteint d’artériosclérose, il meurt finalement d’une hémorragie cérébrale le 11 janvier 1923,. Devant le refus du gouvernement révolutionnaire grec de réserver à l’ancien souverain des funérailles officielles, une cérémonie est organisée à l’église orthodoxe de Naples et le gouvernement italien lui rend alors les derniers honneurs. La dépouille du souverain est ensuite transférée à l'église russe de Florence, où elle repose durant plusieurs années,. Les cendres du roi, de son épouse Sophie et de sa mère Olga sont finalement rapatriées en Grèce en 1936, sur l'intervention du roi Georges II, nouvellement restauré. Elles reposent, depuis lors, dans la nécropole royale de Tatoï.

## ConstantinIervu par ses contemporains et les historiens
À la fin de la Première Guerre mondiale et au tout début des années 1920, plusieurs ouvrages consacrés au roi Constantin Ier paraissent en Grèce et dans les pays de l’Entente. Proches de la mouvance vénizéliste, différents auteurs d’origine grecque présentent alors le souverain sous le jour le plus sombre. Ainsi, dans In the heart of German intrigue (en français : Les Intrigues germaniques en Grèce), la journaliste et écrivaine gréco-américaine Demetra Vaka-Brown décrit le souverain sous les traits d’un germanophile farouche, totalement persuadé de la supériorité allemande. L’ancien secrétaire de Constantin, George M. Mélas (L'Ex-roi Constantin, souvenirs d'un ancien secrétaire), insiste, quant à lui, sur la « trahison » de son maître vis-à-vis des protecteurs traditionnels de la Grèce (France, Royaume-Uni et Russie) et qualifie le prince Nicolas, frère du monarque, de « génie du mal » de la monarchie. Un discours similaire se retrouve chez l’homme politique grec Léon Maccas, qui accuse le monarque de s’être jeté dans les bras de l’Allemagne du fait de l’influence de son épouse et de son goût pour les régimes autoritaires, ou chez John Selden Willmore, en qui Dimitris Michalopoulos voit un ennemi de Constantin.

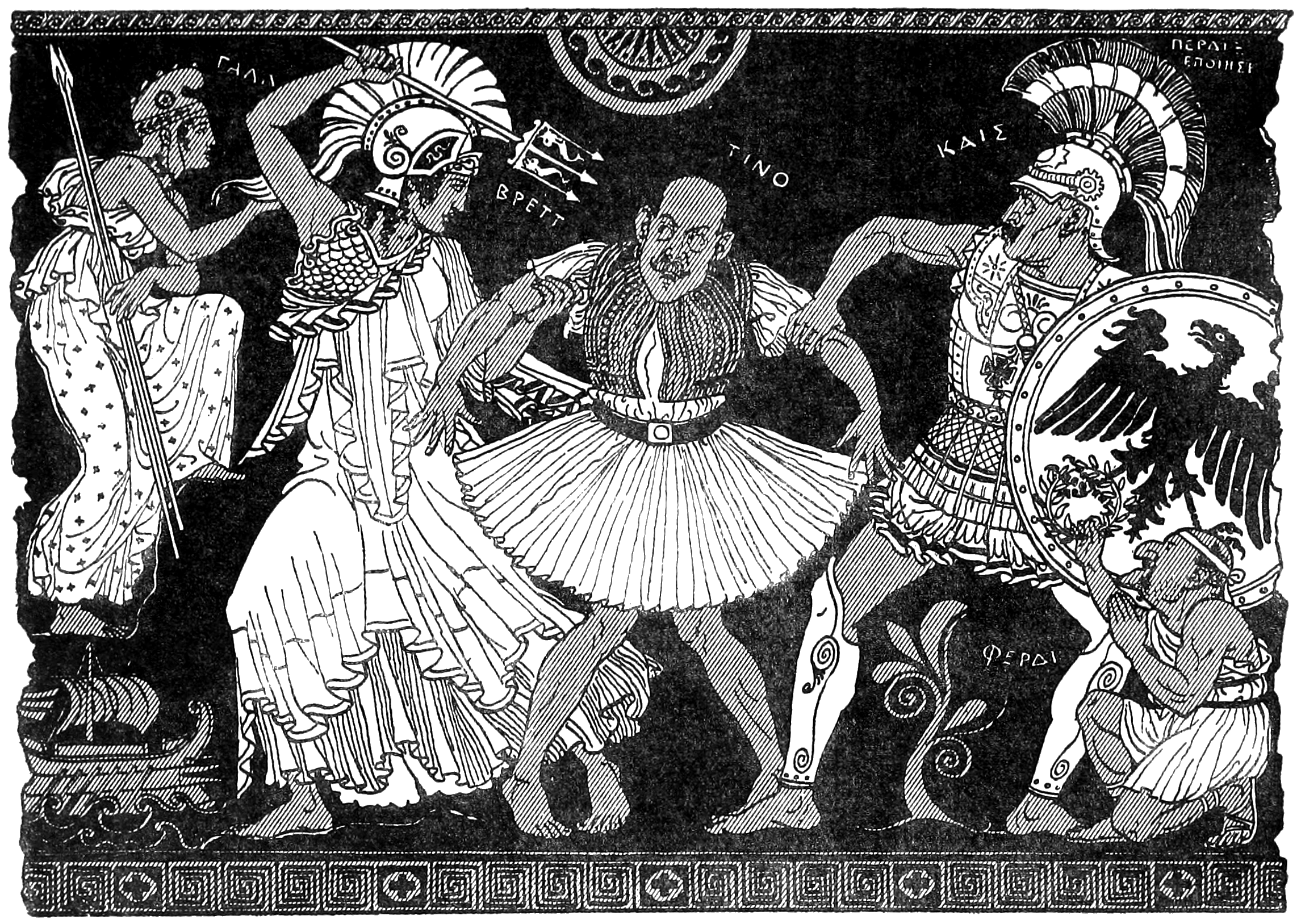
Caricature de Punch montrant Constantin Ier tiraillé entre l'Entente et l'Allemagne (1915).

Le regard porté sur le monarque et son règne change largement à partir de 1925. Tandis que la comtesse Paola d'Ostheim publie la correspondance de son ancien amant dans le but de laver son honneur, d’autres auteurs dressent de lui un portrait beaucoup plus flatteur que par le passé. Ainsi, en France, pays qui a largement participé à la déposition du souverain et à la victoire d’Elefthérios Venizélos, Édouard Driault (avec Le Basileus Constantin XII, héros et martyr) et Mme Luc Valti (avec Mon Ami le roi) insistent sur l’injustice avec laquelle l’ancien roi a été traité par les Alliés et sur les aspects positifs de son règne.
Après la Seconde Guerre mondiale, la personnalité de Constantin tombe dans un relatif oubli. Dans l’hexagone, les quelques lignes qui lui sont encore consacrées le sont désormais dans des ouvrages plus généraux, traitant de l’histoire de la Grèce contemporaine, comme La Grèce et les Balkans d'Olivier Delorme. C'est un peu moins vrai dans le monde anglo-saxon, comme l'illustrent les articles de David Dutton et de Miriam Schneider consacrés à Constantin (voir la bibliographie).
Le souverain continue en outre à intéresser les historiens des familles royales, qu'ils soient britanniques (comme Alan Palmer et John Van der Kiste), espagnol (comme Ricardo Mateos Sáinz de Medrano) ou grecs (comme Costas M. Stamatopoulos). C’est ainsi que différents auteurs, parfois très proches de leur sujet de travail, comme le major Arthur Gould Lee, publient des ouvrages consacrés à la dynastie grecque tout entière. Constantin apparaît alors sous les traits d’un homme qui a surtout cherché à préserver la Grèce des méfaits de la guerre à un moment où le pays n’était pas prêt à la livrer. Cependant, ce sont aussi les aspects anecdotiques et privés de la vie du monarque qui intéressent désormais les auteurs. Comme le fait remarquer John Van der Kiste à propos du travail d’Evelyn E. P. Tisdall, il arrive alors parfois que certains ouvrages se lisent « plus comme [des] roman[s] avec des dates que comme [des] biographie[s] ».

## ConstantinIerdans la culture populaire

### Littérature
Dans The Athenians, le journaliste et écrivain britannique Beverley Nichols raconte l’histoire d’une jeune Anglaise chargée, par les services secrets britanniques, d’assassiner le roi Constantin pendant la Première Guerre mondiale. Cependant, ce roman d'espionnage, qui s’inspire de l’enquête menée par l’auteur en Grèce après la restauration du souverain, n’a jamais été publié car la maison d’édition de Nichols le jugeait trop compromettant. L’œuvre, originellement dédicacée à la reine Sophie, n’existe donc aujourd’hui que sous la forme de manuscrit.
Le roi Constantin Ier et plusieurs autres membres de la famille royale de Grèce sont évoqués dans le roman policier anglais Un Mariage royal (A Royal Affair) d'Allison Montclair (2020).

### Cinéma et télévision
À l'écran, le personnage du roi Constantin apparaît dans plusieurs œuvres :
- Son rôle est interprété par l'acteur Giánnis Vóglis dans le film grec Elefthérios Venizélos (1910-1927) de Pantelís Voúlgaris (1980)[133] ;
- Il est par ailleurs joué par l'acteur grec Álkis Panagiotídis dans la mini-série américaine en deux épisodes The First Olympics: Athens 1896, réalisée par Alvin Rakoff (1984)[134].

### Musique
En Grèce, le nom de Constantin a été chanté par ses partisans comme ses opposants :
- Afin de célébrer ses victoires lors des guerres balkaniques, une chanson a été composée en son honneur : Le Fils de l'Aigle (Του Αετού ο γιος). Rigoureusement interdite par les vénizélistes durant le règne d'Alexandre Ier, celle-ci est devenue une sorte d'hymne des monarchistes grecs[135] ;
- La chanson Les p'tits gars de la Défense (dans sa version originale, vers 1918), pro-vénizéliste, fustige au contraire le roi, sa « famille étrangère », et l'invite à « aller en Allemagne se faire nommer sergent »[136].

### Statuaire

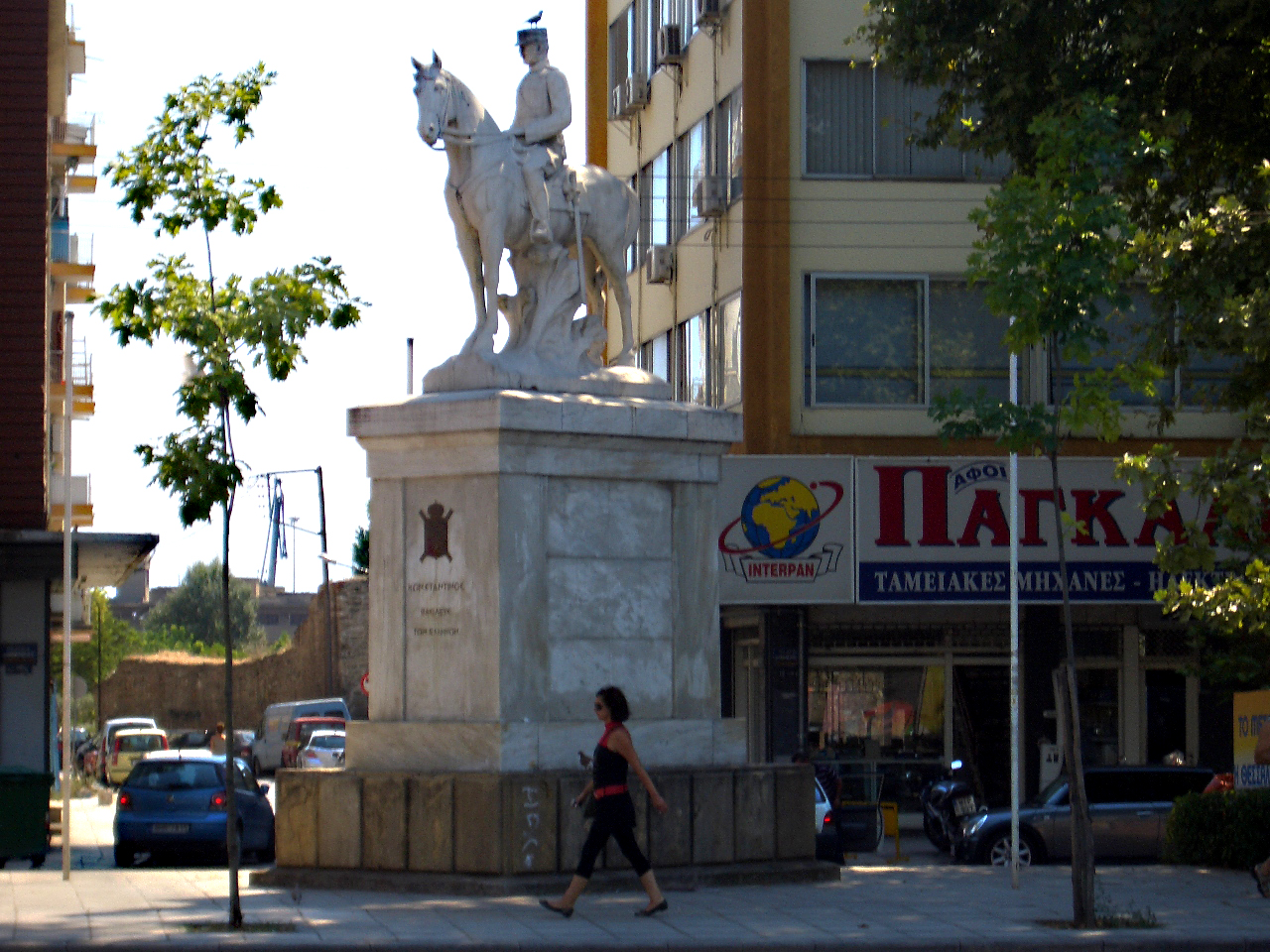
Statue équestre à l'effigie du roi à Thessalonique.

En Grèce, deux statues équestres à l'effigie de l'ancien roi lui rendent hommage :
- l'une est située à Athènes, sur le Champ-de-Mars[137] ;
- l'autre se trouve à Thessalonique, sur la place de la Démocratie[138].

### Philatélie
Différents timbres à l'effigie de Constantin Ier ont été émis par la poste grecque :
- En 1936, deux timbres de la série « Deuil de Constantin Ier », émise à l'occasion de la translation des cendres du roi à Athènes ;
- En 1938, une série de deux timbres montrant l'ancien roi à cheval, parue à l'occasion de l'inauguration de la statue équestre de l'ancien roi sur le Champ-de-Mars ;
- En 1956 et 1957, deux timbres des séries « Rois de Grèce A » et « B » montrant un portrait du roi vu de face ;
- En 1963, cinq timbres de la série « Centenaire de la monarchie hellène » représentant les cinq souverains de la maison de Glücksbourg ;
- En 2012, l'un des quatre timbres de la série « libération de Thessalonique » représente l'entrée du roi Georges Ier et du diadoque Constantin dans la capitale macédonienne, en 1912[139].

Une série de dix timbres à l'effigie de Constantin Ier a, par ailleurs, été émise par la république autonome d'Épire du Nord, en 1914.

### Numismatique
Différentes pièces de monnaie à l'effigie de Constantin Ier ont été frappées par le royaume de Grèce entre 1913 et 1922. En outre, une pièce commémorative de 30 drachmes d'argent représentant les cinq souverains de la dynastie de Glücksbourg a été réalisée à l'occasion du centenaire de la dynastie, en 1963.

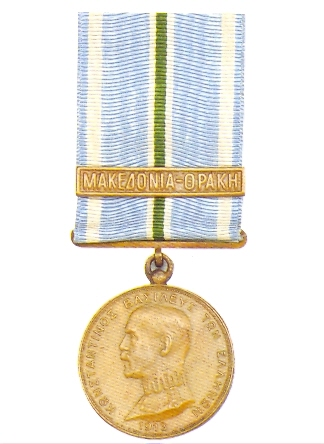
Médaille à l'effigie du roi frappée après les guerres balkaniques.

### Phaléristique
Pour célébrer la victoire grecque de Kilkís durant la deuxième guerre balkanique, une médaille portant, d’un côté, le portrait du roi Constantin Ier et, de l’autre, celui de l’empereur byzantin Basile II dit « le Bulgaroctone » (tueur de Bulgares) a été frappée en 1913.
En 1936, l’ordre des Saints-Georges-et-Constantin (en grec : Βασιλικό και οικογενειακό τάγμα Αγίων Γεωργίου και Κωνσταντίνου / Vasiliko ke ikogeniako tagma Agion Georgiou ke Konstantinou) a été créé en référence aux saints patrons de Constantin Ier et de son prédécesseur, le roi Georges Ier, par Georges II de Grèce.

### Constantin et Sophie dans l’Europe des rois

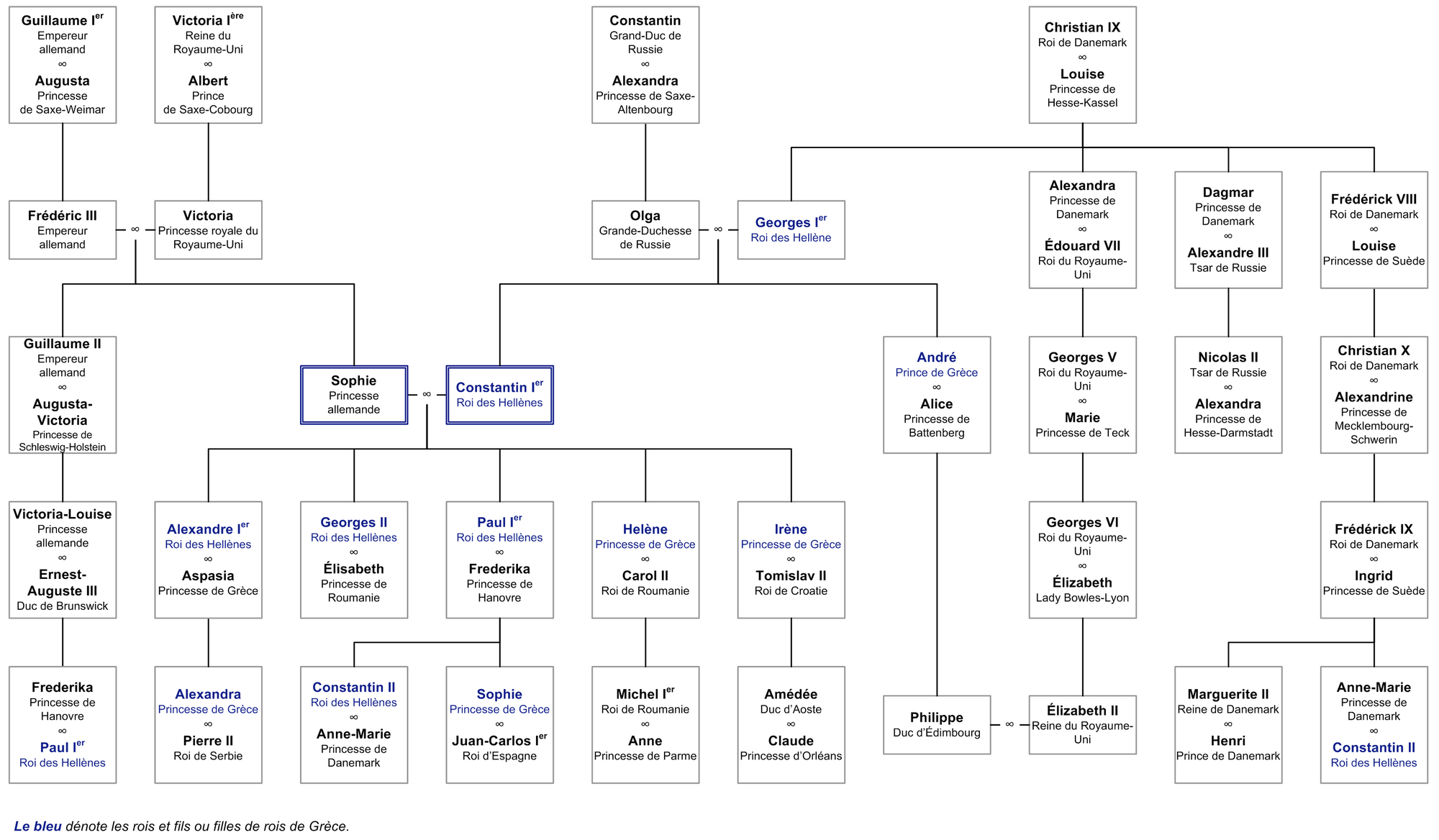
Arbre généalogique ascendant et descendant de Constantin et de Sophie.

## Arbres généalogiques

### Quartiers de ConstantinIer
|  |                                                                     |  |  |  |  |  |  |  |  |  |  |  |  |  |  |  |
|  | 16. Frédéric-Charles-Louis de Schleswig-Holstein-Sonderbourg-Beck   |  |  |  |  |  |  |  |  |  |  |  |  |  |  |  |
|  |                                                                     |  |  |  |  |  |  |  |  |  |  |  |  |  |  |  |
|  |                                                                     |  |  |  |  |  |  |  |  |  |  |  |  |  |  |  |
|  | 8. Frédéric-Guillaume de Schleswig-Holstein-Sonderbourg-Glücksbourg |  |  |  |  |  |  |  |  |  |  |  |  |  |  |  |
|  |                                                                     |  |  |  |  |  |  |  |  |  |  |  |  |  |  |  |
|  |                                                                     |  |  |  |  |  |  |  |  |  |  |  |  |  |  |  |
|  | 17. Frédérique de Schlieben                                         |  |  |  |  |  |  |  |  |  |  |  |  |  |  |  |
|  |                                                                     |  |  |  |  |  |  |  |  |  |  |  |  |  |  |  |
|  |                                                                     |  |  |  |  |  |  |  |  |  |  |  |  |  |  |  |
|  | 4. Christian IX de Danemark                                         |  |  |  |  |  |  |  |  |  |  |  |  |  |  |  |
|  |                                                                     |  |  |  |  |  |  |  |  |  |  |  |  |  |  |  |
|  |                                                                     |  |  |  |  |  |  |  |  |  |  |  |  |  |  |  |
|  | 18. Charles de Hesse-Cassel                                         |  |  |  |  |  |  |  |  |  |  |  |  |  |  |  |
|  |                                                                     |  |  |  |  |  |  |  |  |  |  |  |  |  |  |  |
|  |                                                                     |  |  |  |  |  |  |  |  |  |  |  |  |  |  |  |
|  | 9. Louise-Caroline de Hesse-Cassel                                  |  |  |  |  |  |  |  |  |  |  |  |  |  |  |  |
|  |                                                                     |  |  |  |  |  |  |  |  |  |  |  |  |  |  |  |
|  |                                                                     |  |  |  |  |  |  |  |  |  |  |  |  |  |  |  |
|  | 19. Louise de Danemark                                              |  |  |  |  |  |  |  |  |  |  |  |  |  |  |  |
|  |                                                                     |  |  |  |  |  |  |  |  |  |  |  |  |  |  |  |
|  |                                                                     |  |  |  |  |  |  |  |  |  |  |  |  |  |  |  |
|  | 2. Georges Ier de Grèce                                             |  |  |  |  |  |  |  |  |  |  |  |  |  |  |  |
|  |                                                                     |  |  |  |  |  |  |  |  |  |  |  |  |  |  |  |
|  |                                                                     |  |  |  |  |  |  |  |  |  |  |  |  |  |  |  |
|  | 20. Frédéric de Hesse-Cassel                                        |  |  |  |  |  |  |  |  |  |  |  |  |  |  |  |
|  |                                                                     |  |  |  |  |  |  |  |  |  |  |  |  |  |  |  |
|  |                                                                     |  |  |  |  |  |  |  |  |  |  |  |  |  |  |  |
|  | 10. Guillaume de Hesse-Cassel                                       |  |  |  |  |  |  |  |  |  |  |  |  |  |  |  |
|  |                                                                     |  |  |  |  |  |  |  |  |  |  |  |  |  |  |  |
|  |                                                                     |  |  |  |  |  |  |  |  |  |  |  |  |  |  |  |
|  | 21. Caroline de Nassau-Usingen                                      |  |  |  |  |  |  |  |  |  |  |  |  |  |  |  |
|  |                                                                     |  |  |  |  |  |  |  |  |  |  |  |  |  |  |  |
|  |                                                                     |  |  |  |  |  |  |  |  |  |  |  |  |  |  |  |
|  | 5. Louise de Hesse-Cassel                                           |  |  |  |  |  |  |  |  |  |  |  |  |  |  |  |
|  |                                                                     |  |  |  |  |  |  |  |  |  |  |  |  |  |  |  |
|  |                                                                     |  |  |  |  |  |  |  |  |  |  |  |  |  |  |  |
|  | 22. Frédéric de Danemark                                            |  |  |  |  |  |  |  |  |  |  |  |  |  |  |  |
|  |                                                                     |  |  |  |  |  |  |  |  |  |  |  |  |  |  |  |
|  |                                                                     |  |  |  |  |  |  |  |  |  |  |  |  |  |  |  |
|  | 11. Louise-Charlotte de Danemark                                    |  |  |  |  |  |  |  |  |  |  |  |  |  |  |  |
|  |                                                                     |  |  |  |  |  |  |  |  |  |  |  |  |  |  |  |
|  |                                                                     |  |  |  |  |  |  |  |  |  |  |  |  |  |  |  |
|  | 23. Sophie-Frédérique de Mecklembourg-Schwerin                      |  |  |  |  |  |  |  |  |  |  |  |  |  |  |  |
|  |                                                                     |  |  |  |  |  |  |  |  |  |  |  |  |  |  |  |
|  |                                                                     |  |  |  |  |  |  |  |  |  |  |  |  |  |  |  |
|  | 1. Constantin Ier de Grèce                                          |  |  |  |  |  |  |  |  |  |  |  |  |  |  |  |
|  |                                                                     |  |  |  |  |  |  |  |  |  |  |  |  |  |  |  |
|  |                                                                     |  |  |  |  |  |  |  |  |  |  |  |  |  |  |  |
|  | 24. Paul Ier de Russie                                              |  |  |  |  |  |  |  |  |  |  |  |  |  |  |  |
|  |                                                                     |  |  |  |  |  |  |  |  |  |  |  |  |  |  |  |
|  |                                                                     |  |  |  |  |  |  |  |  |  |  |  |  |  |  |  |
|  | 12. Nicolas Ier de Russie                                           |  |  |  |  |  |  |  |  |  |  |  |  |  |  |  |
|  |                                                                     |  |  |  |  |  |  |  |  |  |  |  |  |  |  |  |
|  |                                                                     |  |  |  |  |  |  |  |  |  |  |  |  |  |  |  |
|  | 25. Sophie-Dorothée de Wurtemberg                                   |  |  |  |  |  |  |  |  |  |  |  |  |  |  |  |
|  |                                                                     |  |  |  |  |  |  |  |  |  |  |  |  |  |  |  |
|  |                                                                     |  |  |  |  |  |  |  |  |  |  |  |  |  |  |  |
|  | 6. Constantin Nikolaïevitch de Russie                               |  |  |  |  |  |  |  |  |  |  |  |  |  |  |  |
|  |                                                                     |  |  |  |  |  |  |  |  |  |  |  |  |  |  |  |
|  |                                                                     |  |  |  |  |  |  |  |  |  |  |  |  |  |  |  |
|  | 26. Frédéric-Guillaume III de Prusse                                |  |  |  |  |  |  |  |  |  |  |  |  |  |  |  |
|  |                                                                     |  |  |  |  |  |  |  |  |  |  |  |  |  |  |  |
|  |                                                                     |  |  |  |  |  |  |  |  |  |  |  |  |  |  |  |
|  | 13. Charlotte de Prusse                                             |  |  |  |  |  |  |  |  |  |  |  |  |  |  |  |
|  |                                                                     |  |  |  |  |  |  |  |  |  |  |  |  |  |  |  |
|  |                                                                     |  |  |  |  |  |  |  |  |  |  |  |  |  |  |  |
|  | 27. Louise de Mecklembourg-Strelitz                                 |  |  |  |  |  |  |  |  |  |  |  |  |  |  |  |
|  |                                                                     |  |  |  |  |  |  |  |  |  |  |  |  |  |  |  |
|  |                                                                     |  |  |  |  |  |  |  |  |  |  |  |  |  |  |  |
|  | 3. Olga Constantinovna de Russie                                    |  |  |  |  |  |  |  |  |  |  |  |  |  |  |  |
|  |                                                                     |  |  |  |  |  |  |  |  |  |  |  |  |  |  |  |
|  |                                                                     |  |  |  |  |  |  |  |  |  |  |  |  |  |  |  |
|  | 28. Frédéric Ier de Saxe-Hildburghausen                             |  |  |  |  |  |  |  |  |  |  |  |  |  |  |  |
|  |                                                                     |  |  |  |  |  |  |  |  |  |  |  |  |  |  |  |
|  |                                                                     |  |  |  |  |  |  |  |  |  |  |  |  |  |  |  |
|  | 14. Joseph de Saxe-Altenbourg                                       |  |  |  |  |  |  |  |  |  |  |  |  |  |  |  |
|  |                                                                     |  |  |  |  |  |  |  |  |  |  |  |  |  |  |  |
|  |                                                                     |  |  |  |  |  |  |  |  |  |  |  |  |  |  |  |
|  | 29. Charlotte de Mecklembourg-Strelitz                              |  |  |  |  |  |  |  |  |  |  |  |  |  |  |  |
|  |                                                                     |  |  |  |  |  |  |  |  |  |  |  |  |  |  |  |
|  |                                                                     |  |  |  |  |  |  |  |  |  |  |  |  |  |  |  |
|  | 7. Alexandra de Saxe-Altenbourg                                     |  |  |  |  |  |  |  |  |  |  |  |  |  |  |  |
|  |                                                                     |  |  |  |  |  |  |  |  |  |  |  |  |  |  |  |
|  |                                                                     |  |  |  |  |  |  |  |  |  |  |  |  |  |  |  |
|  | 30. Louis-Frédéric de Wurtemberg                                    |  |  |  |  |  |  |  |  |  |  |  |  |  |  |  |
|  |                                                                     |  |  |  |  |  |  |  |  |  |  |  |  |  |  |  |
|  |                                                                     |  |  |  |  |  |  |  |  |  |  |  |  |  |  |  |
|  | 15. Amélie de Wurtemberg                                            |  |  |  |  |  |  |  |  |  |  |  |  |  |  |  |
|  |                                                                     |  |  |  |  |  |  |  |  |  |  |  |  |  |  |  |
|  |                                                                     |  |  |  |  |  |  |  |  |  |  |  |  |  |  |  |
|  | 31. Henriette de Nassau-Weilbourg                                   |  |  |  |  |  |  |  |  |  |  |  |  |  |  |  |
|  |                                                                     |  |  |  |  |  |  |  |  |  |  |  |  |  |  |  |
|  |                                                                     |  |  |  |  |  |  |  |  |  |  |  |  |  |  |  |

## Titulature et honneurs

### Titulature
- 3 septembre 1868 – 18 mars 1913 : Son Altesse Royale le diadoque de Grèce, duc de Sparte et prince de Danemark ;
- 18 mars 1913 – 10 juin 1917 : Sa Majesté le roi des Hellènes ;
- 10 juin 1917 – 19 décembre 1920 : Sa Majesté le roi Constantin Ier ;
- 19 décembre 1920 – 27 septembre 1922 : Sa Majesté le roi des Hellènes ;
- 27 septembre 1922 – 11 janvier 1923 : Sa Majesté le roi Constantin Ier.

### Principales décorations étrangères
- Grand-croix de l'ordre d'Albert l'Ours (Anhalt, 1888)[144] ;
- Grand-croix de l'ordre de Saint-Étienne (Autriche-Hongrie, 1886)[145] ;
- Chevalier de l'ordre de la Fidélité (Bade, 1888)[146] ;
- Chevalier de l'ordre de Berthold Ier (Bade, 1888)[146] ;
- Grand-croix de l'ordre d'Henri le Lion (Brunswick, 1888)[147] ;
- Grand-croix avec collier de l'ordre de Saint-Alexandre (Bulgarie, 1912)[148] ;
- Chevalier de l'ordre de l'Éléphant (Danemark, 1886)[149] ;
- Croix d'honneur puis grand-commandeur de l'ordre de Dannebrog (Danemark, 1888 et 1913)[149] ;
- Grand-croix de l'ordre de Charles III (Espagne, 1886)[150] ;
- Chevalier de l'ordre de la Toison d'or (Espagne, 1889)[150] ;
- Grand-croix de l'ordre de la Légion d'honneur (France, 1886)[151] ;
- Grand-croix de l'ordre de Louis (Hesse-Darmstadt, 1903)[152] ;
- Chevalier de l'ordre suprême de la Très Sainte Annonciade (Italie, 1889)[153] ;
- Chevalier de l'ordre de l'Aigle noir avec (Prusse et Allemagne, 1888)[154] ;
- Grand-croix de l'ordre de Carol Ier avec collier (Roumanie, 1913)[155] ;
- Grand-croix honoraire de l'ordre du Bain (Royaume-Uni, 1902)[156] ;
- Chaîne royale de Victoria (Royaume-Uni, 1902)[156] ;
- Chevalier de l'ordre de Saint-André (Russie, 1887) ;
- Chevalier de l'ordre de la Couronne de Saxe (Saxe, 1888)[154] ;
- Grand-croix de l'ordre du Faucon blanc (Saxe-Weimar-Eisenach, 1888)[157] ;
- Chevalier de l'ordre des Séraphins (Suède-Norvège, 1886)[158] ;
- Grand-croix de l'ordre de la Couronne de Wurtemberg (Wurtemberg, 1889)[159].

### Correspondance de Constantin
- Constantin Ier de Grèce et Paola d'Ostheim, Lettres inédites du feu roi de Grèce à la princesse Paola d'Ostheim (1912-1923) : Constantin Ier inconnu, politique et amoureux, Paris, L'Illustration, 1935.

### Sur ConstantinIer
- Édouard Driault, Le Basileus Constantin XII, héros et martyr, Paris, Librairie du Recueil Sirey, 1936.
- (en) David Dutton, « The Deposition of King Constantine of Greece, June 1917: An Episode in Anglo-French Diplomacy », Canadian Journal of History, vol. 12, no 4,‎ 1977.
- (en) Paxton Hibben, Constantine I and the Greek People, New York, Century, 1920 (lire en ligne).
- Léon Maccas, Constantin Ier, roi des Hellènes, Paris, Bossard, 1917 (lire en ligne).
- (en) George M. Mélas, Ex-King Constantine and the war, Londres, Huntchinson & Co, 1920 (lire en ligne).
- (en) Dimitris Michalopoulos, « Constantine, King of the Hellenes. An outline of his personality and life », Παρνασσός, Athènes, vol. 46,‎ 2004, p. 355-360.
- (el) Ιάκωβος Θ. Πολυκράτης, « Κωνσταντίνος », Ήλιος, Ιωάννης Δ. Πασσάς, vol. XI,‎ 1945-1955, p. 873.
- (en) Miriam Schneider, « A ‘Sporting Hermes’: Crown Prince Constantine and the Ancient Heritage of Modern Greece », dans Frank Lorenz Müller et Heidi Mehrkens, Royal Heirs and the Uses of Soft Power in Nineteenth-Century Europe, Palgrave Studies in Modern Monarchy, 2016 (ISBN 9781137592064), p. 243-261.
- (en) J. Selden Willmore, The story of King Constantine as revealed in the Greek white book, Londres et New York, Longmans, Green and Co., 1919.
- (en) Demetra Vaka-Brown, In the heart of German intrigue, Boston Houghton Mifflin, 1918 (lire en ligne).
- Luc Valti, Mon ami le roi : La vérité sur Constantin de Grèce, Paris, Les Éditions de France, 1938.

### Sur la famille royale de Grèce et ses membres
- Celia Bertin, Marie Bonaparte, Paris, Perrin, 1982 (ISBN 226201602X).
- (en) Julia Gelardi, Born to Rule : Granddaughters of Victoria, Queens of Europe, Headline Review, 2006 (ISBN 0755313925).
- (en) Prince Michael of Greece, Arturo E. Beéche et Helen Hemis-Markesinis, The Royal Hellenic dynasty, Eurohistory, 2007 (ISBN 0977196151).
- (en) Stelio Hourmouzios, No Ordinary Crown : A Biography of King Paul of the Hellenes, Weidenfeld & N, 1972 (ISBN 0297994085).
- (en) Arthur Stanley Gould Lee, The Royal House of Greece, Ward Lock, 1948 (ASIN B001MJUURG).
- (en) Alan Palmer et Michael of Greece, The Royal House of Greece, Weidenfeld Nicolson Illustrated, 1990 (ISBN 0297830600).
- (es) Ricardo Mateos Sáinz de Medrano, La Familia de la Reina Sofía, La Dinastía griega, la Casa de Hannover y los reales primos de Europa, Madrid, La Esfera de los Libros, 2004 (ISBN 84-9734-195-3).
- Costas M. Stamatopoulos, De La Royauté Hellénique, Kapon Editions, 2016 (ISBN 978-618-5209-03-2 et 618-5209-03-9).
- (en) Evelyn E. P. Tisdall, Royal Destiny : The royal Hellenic cousins, Stanley Paul, 1955 (ASIN B00187Q27O).
- (en) John Van der Kiste, Kings of the Hellenes : The Greek Kings, 1863-1974, Sutton Publishing, 1994 (ISBN 0750921471).
- (en) Hugo Vickers, Alice : Princess Andrew of Greece, Londres, Hamish Hamilton, 2000 (ISBN 0-241-13686-5).

### Histoire de la Grèce et des Balkans
- (en) Richard Clogg, A Short History of Modern Greece, Cambridge, Cambridge UP, 1979 (ISBN 0521295173).
- Collectif, La France héroïque et ses alliés, t. II, Larousse, 1919.
- Georges Contogeorgis, Histoire de la Grèce, Hatier, coll. Nations d'Europe, 1992 (ISBN 2218038412).
- Édouard Driault et Michel Lhéritier, Histoire diplomatique de la Grèce de 1821 à nos jours : Le Règne de Georges Ier avant le traité de Berlin (1862-1878) - Hellénisme et slavisme, t. III, PUF, 1926 (lire en ligne).
- Édouard Driault et Michel Lhéritier, Histoire diplomatique de la Grèce de 1821 à nos jours : Suite du règne de Georges Ier jusqu'à la Révolution turque (1878-1908) - Hellénisme et Germanisme, t. IV, PUF, 1926 (lire en ligne).
- Édouard Driault et Michel Lhéritier, Histoire diplomatique de la Grèce de 1821 à nos jours : La Grèce et la Grande Guerre - De la Révolution turque au traité de Lausanne (1908-1923), t. V, PUF, 1926 (lire en ligne).
- (en) Richard C. Hall, The Balkan Wars 1912-1913 : Prelude to the First World War, Londres et New York, Routledge, 2000 (ISBN 0415229464).
- (en) Hellenic Army General Staff, An Index of events in the military history of the Greek nation, Athènes, Army History Directorate, 1998 (ISBN 960-7897-27-7).
- (en) Michael Llewellyn Smith, Olympics in Athens : 1896, Londres, Profile Books, 2004 (ISBN 1-8619-7342-X).
- Marc Terrades, Le Drame de l'hellénisme : Ion Dragoumis (1878-1920) et la question nationale en Grèce au début du XXe siècle, L'Harmattan, 2005 (ISBN 2747577880).
- Apostolos Vacalopoulos, Histoire de la Grèce moderne, Horvath, 1975 (ISBN 2-7171-0057-1).

### Bases de données et dictionnaires
- Ressources relatives aux beaux-arts :   - British Museum
  - National Portrait Gallery
- Ressource relative au sport :   - Olympedia
- Notices dans des dictionnaires ou encyclopédies généralistes :   - 1914-1918-Online
  - Biographisches Lexikon zur Geschichte Südosteuropas
  - Britannica
  - Brockhaus
  - Den Store Danske Encyklopædi
  - Deutsche Biographie
  - Dizionario di Storia
  - Enciclopedia De Agostini
  - Gran Enciclopèdia Catalana
  - Internetowa encyklopedia PWN
  - Store norske leksikon
  - Treccani
  - Visuotinė lietuvių enciklopedija
- Notices d'autorité :   - VIAF
  - ISNI
  - BnF (données)
  - IdRef
  - LCCN
  - GND
  - Italie
  - Espagne
  - Pays-Bas
  - Pologne
  - Israël
  - Catalogne
  - Suède
  - Vatican
  - Grèce

### Autres liens externes
- (en) « Abdication Proclamation of King Constantine I, 14 June 1917 », sur First World War.Com, 22 août 2009 (consulté le 4 septembre 2021)[N 25].
- (en) Darryl Lundy, « Konstantinos I zu Schleswig-Holstein-Sonderburg-Glücksburg, King of the Hellenes », sur The Peerage.com, 2019 (consulté le 4 septembre 2021).
- (en) « King Constantine I & Queen Sofia », sur The Greek Royal Family, 2012 (consulté le 4 septembre 2021).